# Клеопатра (фильм, 1963)
«Клеопа́тра» (англ. Cleopatra) — эпическая историческая драма режиссёра Джозефа Манкевича. Одна из вершин жанра, а также одна из наиболее известных работ актёрского дуэта Элизабет Тейлор и Ричарда Бёртона. Картина повествует о событиях 48—30 годов до н. э., рассказывая историю жизни и смерти Клеопатры, её отношений с Юлием Цезарем и Марком Антонием. Съёмки фильма прошли в Италии, Испании и Англии. Производство заняло более четырёх лет, и на съёмки было потрачено около 44 миллионов долларов (358 миллионов в ценах 2019 года). Элизабет Тейлор потребовала в качестве гонорара свыше 1 миллиона долларов и всего получила за участие в съёмках, по некоторым оценкам, до 7 миллионов.
«Клеопатра» считается одной из самых дорогостоящих картин и наиболее известным в истории кинематографа финансовым провалом. Собрав в прокате 1963 года около 38 миллионов долларов, на показатели окупаемости картина вышла только в 1967 году, когда были проданы права на телевизионный показ. Затянувшееся производство, смена режиссёров, отстранение продюсера, перерасход бюджета привели компанию 20th Century Fox на грань банкротства и закончились смещением с поста президента компании Спироса Скураса. Пристальное внимание прессы привлёк скандальный роман на съёмочной площадке между Элизабет Тейлор и Ричардом Бёртоном.
Фильм получил разноречивую оценку специалистов. Одним из главных недостатков стала стилистическая и жанровая неоднородность двух частей картины. Первая часть снята в традиции исторического фильма, а вторая — как мелодрама. Высокую оценку заслужила визуальная составляющая картины, актёрская игра Рекса Хэррисона, воплотившего образ Гая Юлия Цезаря, и исполнителей второго плана. Несмотря на четыре выигранные премии «Оскар», фильм обозначил закат эпохи пеплумов и всей студийной системы кинематографа.

## Сюжет
События фильма начинаются примерно в 48 году до н. э., с поражения Гнея Помпея в битве при Фарсале. Помпей бежит в Египет в поисках союзника в лице юного правителя Птолемея XIII и его сестры Клеопатры. Преследуя Помпея, в Александрию с военным отрядом прибывает Гай Юлий Цезарь. В Египте римскому диктатору преподносят голову Помпея, и далее он оказывается вовлечён в династический конфликт. Птолемей заявляет, что Клеопатра изгнана и погибла, но оказывается, что она жива. Хитростью египетская царица проникает в покои римлянина. Гай Юлий Цезарь пленён красотой и умом Клеопатры и встаёт на её сторону. Имея ограниченный военный отряд, Цезарь тем не менее отстаивает Александрию, разгромив повстанцев, но в ходе боевых действий от пожара гибнет знаменитая библиотека. Клеопатра восстанавливает своё влияние при помощи Цезаря и становится де-факто правительницей государства и фавориткой Цезаря. Римлянин надолго задерживается в Египте. Сын, которого приносит Цезарю Клеопатра, признан отцом как наследник и должен стать порукой покровительства Рима над Египтом. Цезарь уезжает в Рим и через несколько лет вызывает к себе Клеопатру. Египетская царица в столице империи устраивает свой приезд с необычайной роскошью. Клеопатра вместе с сыном остаётся жить на вилле Цезаря. Политическим деятелям в Риме не понравилось, что Цезарь оказывает такие почести своей провинциальной фаворитке. Сложная политическая борьба закончилась покушением и смертью Цезаря. Клеопатра вынуждена поспешно и тайно покинуть Рим.
Вторая часть картины начинается сразу после окончания битвы при Филиппах, в которой Антоний и Октавиан Август расправились с убийцами Цезаря. Управление провинциями империи после смерти диктатора распределилось между несколькими высокопоставленными римлянами, и контроль над Египтом перешёл к Марку Антонию. Для реализации своих политических и военных амбиций Антонию нужны деньги и ресурсы, и единственное место, где он может их получить — это Египет. Антоний и Клеопатра встречаются и заключают любовный и политический союз. Такое развитие событий совершенно не входит в планы Октавиана. После прибытия Антония в Рим он устраивает брак по расчёту между своей сестрой и Антонием. Узнав об измене своего любовника, Клеопатра отказывается платить дань империи. Пытаясь найти компромисс, Антоний возвращается к египтянке; они встречаются на роскошном королевском корабле на рейде Тарсуса. Их любовные отношения разгораются с новой силой, и римлянин подчиняется воле Клеопатры. В сенате сообщение об этом вызывает негодование, которое Октавиан умело подогревает до такой степени, что Рим готов перейти к военным действиям. Решающее выяснение отношений в разразившейся гражданской войне происходит в морском сражении при Акциуме. Антоний, более привычный к битвам на суше, терпит поражение. В решающий момент Клеопатре сообщают о смерти Антония, и она покидает акваторию сражения. Антонию, корабль которого заманили в ловушку, удаётся спастись, и он бежит в Египет. Он не может простить Клеопатре предательство, между ними возникает размолвка. Тем временем армия Октавиана, не встречая сопротивления, вступает в Египет и быстро приближается к столице. Антоний безуспешно пытается противостоять Октавиану, но его немногочисленный отряд без боя сдаётся на милость противнику. Соратник Антония Руфион кончает жизнь самоубийством. Антоний возвращается в Александрию, но не находит Клеопатру во дворце. Решив, что любимая тоже покинула его, он закалывает себя мечом. Смертельно раненного Антония перевозят в храм, где укрывалась Клеопатра, и он умирает у неё на руках. Римские войска занимают город. Октавиан пытается заключить сделку с Клеопатрой и доставить её живой в Рим, но та замечает на его пальце перстень её сына. Клеопатра понимает, что Цезариона нет в живых. Царица, которая не хочет доставаться как главный приз победителю Октавиану, также погибает, положив руку в корзину с ядовитой змеёй.

## В ролях
- Элизабет Тейлор — Клеопатра
- Ричард Бёртон — Марк Антоний
- Рекс Харрисон — Гай Юлий Цезарь
- Мартин Ландау — Руфион[англ.]
- Кэрролл О’Коннор — Публий Сервилий Каска
- Родди Макдауэлл — Октавиан Август
- Хьюм Кронин — Созиген Александрийский
- Эндрю Кейр — Агриппа
- Ричард О’Салливан — царь Птолемей XIII
- Джин Марш — Октавия
- Кеннет Хейг — Брут
- Джон Хойт — Кассий
- Джордж Коул — Флавий
- Гвен Уотфорд — Кальпурния
- Памела Браун — верховная жрица
- Франческа Аннис — Эйра
- Чезаре Данова — Аполлодор
- Грегор Аслан — Потин
- Майкл Хордерн — Цицерон
- Герберт Бергхоф — Теодат
- Роберт Стивенс — Германик
- Мартин Бенсон — Рамос
- Джон Дусетт — Ахилла?!
- Бен Райт — текст от автора[~ 1]

## Съёмочная группа
- режиссёры: Рубен Мамулян, Джозеф Манкевич, Дэррил Занук
- продюсер: Уолтер Вангер[англ.]
- композитор и дирижёр: Алекс Норт
- хореограф: Гермес Пан
- художник: Джон Декур[англ.]
- операторы: Леон Шамрой, Джек Хилдьярд
- художник платьев Элизабет Тейлор: Ирен Шарафф
- художник по костюмам: Оливер Мессель[англ.]
- подбор мужских костюмов: Витторио Нино Новарезе[англ.]
- подбор женских костюмов: Рени
- декорации: Уолтер М. Скотт[англ.], Пол С. Фокс[англ.], Рэй Мойер[англ.]
- монтаж: Дороти Спенсер
- специальные эффекты: Эл Би Эббот[англ.], Эмил Коза-младший
- звук: Бернард Фририк, Мюррей Спивак[англ.]
- подбор актёров: Стюарт Лайонс[англ.]
- грим: Альберто Де Росси[9]

## Создание

### Предыстория
«Это образ шестидесятых: остатки прежней роскоши студийной системы, амбиции и Голливуд в состоянии своего рода управляемого хаоса. Война с телевидением проиграна. Энергичные боссы, заставлявшие крутиться все эти камеры, почти исчезли. Звёзды, способные собирать полные залы, рассеялись. Новое Кино постоянно побеждает Старое. Большой Фильм? Почему бы не поднять такую шумиху, чтобы толпы пришли просто из любопытства? Почему бы не снять, например, Клеопатру?».
 This is a sixties form, partly out of post-Studio exuberance, partly out of ambition, and partly because Hollywood was in a kind of controlled chaos. The war on television has been lost. The energizing moguls who kept their hosts of cameras turning are almost entirely defunct. The audience-baiting stars are dispersed. And New Cinema continually beats out Old. So why not pour fortunes into gigantic versions of Old Cinema, Big
Конец 1950-х годов — время, когда телевидение начало составлять серьёзную конкуренцию кинотеатрам, и студии были вынуждены искать новые возможности для привлечения зрителей в залы. В такой сложной обстановке постановка высокобюджетных картин была как никогда рискованной, но крупные компании вынужденно шли на затраты. Зрителей ещё могли привлечь роскошные постановки и кинозвёзды, то, что телевидение пока не могло себе позволить. Технологический потенциал кинематографа также не был исчерпан. С 1950-х начала успешно развиваться технология широкоэкранного и широкоформатного кино, как нельзя лучше соответствовавшая подобным масштабным постановкам. В 1955 году был снят первый фильм в широкоформатной технологии Todd AO. Передовая разработка распространялась в одно время с новшеством в сфере проката — системой roadshow. Дистрибьютеры опробовали такой вариант, когда первоначально лента попадала на экраны в избранной, достаточно малочисленной сети кинотеатров с дорогим тогда прокатным оборудованием, рассчитанным на плёнку 65-70 мм. Билеты на roadshow, стоившие дороже билетов в обычные кинотеатры, продавались по системе предварительного бронирования мест.
Конец 1950-х — начало 1960-х — трудное время для студии 20th Century Fox. В 1960 году её финансовые потери составили $2,9 миллиона, а в 1961 году — $22,5 миллиона. Проект 1960 года «Канкан» (снятый в Todd AO) провалился в прокате, и студия искала новые имена.

### Начало

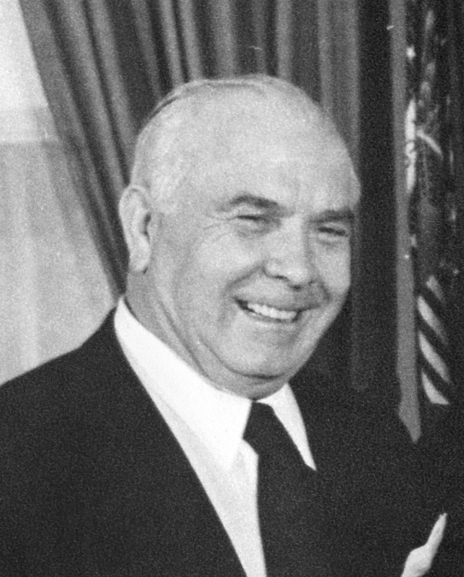
Спирос Скурас

История создания «Клеопатры» берёт начало в сентябре 1958 года. Проработав почти сорок лет в крупнейших студиях США, Уолтер Вангер подводил итоги вполне успешной карьеры в киноиндустрии. Он продюсировал фильмы Джона Форда и Фрица Ланга, был известен как специалист, открывший в своё время имя Рудольфо Валентино. Будучи независимым продюсером, участвовал в постановке картины «Я хочу жить!», получившей высокие оценки критики. В 1958 году Вангер перешёл в студию 20th Century Fox. 30 сентября, в свой первый рабочий день на новом месте, Уолтер Вангер встретился в нью-йоркском офисе с президентом Fox Спиросом Скурасом и вице-президентом Джозефом Московицем. Обсуждались планы производства будущих картин, и Вангер предложил давно вынашиваемый замысел — экранизацию «Клеопатры».

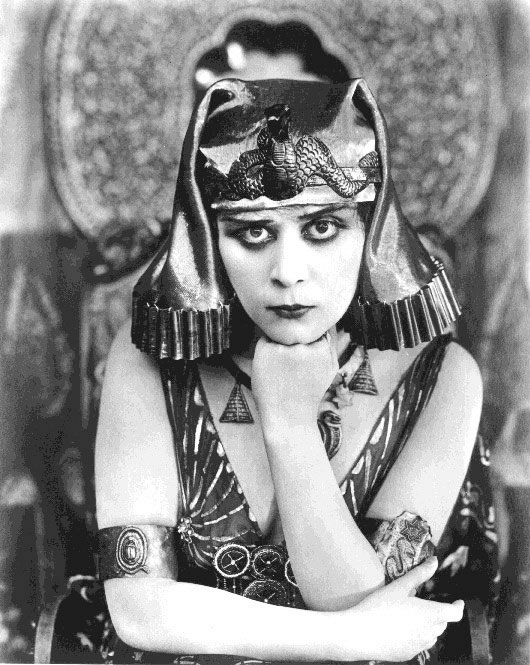
Теда Бара в картине 1917 года

Предложение понравилось Скурасу, разделявшему тогда мнение о коммерческой перспективности картин на библейские темы. Успех «Плащаницы» и готовящийся дорогостоящий проект MGM «Бен-Гур» давал на то все основания. Глава компании вспомнил о фильме 1917 года с Тедой Бара в главной роли. Вангер скептически отнёсся к идее ремейка. В ответ Скурас отправил секретаршу в архив за материалами картины, снятой сорок лет назад, попутно заметив, что сценарий уже практически готов и его лишь надо «немного дописать». Московиц иронически бросил: «Нам же не нужна Лиз Тейлор. Любая эпизодница за сто долларов в неделю справится с этой ролью». Вангер не стал спорить с шефом (хотя речь шла о сценарии немого фильма, где практически отсутствовали диалоги). Он только приступал к работе и ему уже предлагали большой проект в производство. Вангер отдавал себе отчёт о том, что в условиях работы в Fox он столкнётся с устаревающей студийной системой, при которой картина полностью снимается силами одной кинокомпании. С творческой инициативой могут возникнуть проблемы, и на каждое действие необходимо будет получать одобрение.
Предварительное соглашение было достигнуто. Первым делом Вангер выкупил за $15 тыс. права на книгу Карло Мариа Франзеро «Жизнь и время Клеопатры». К 20 октября 1958 года у Вангера уже имелись первые наброски плана работ. Глава отдела производства студии Бадди Адлер предложил ему ориентироваться на «бюджетный» пеплум в пределах $2 миллионов, рассматривая возможное приглашение на заглавную роль Джоан Вудворд, Джоан Коллинз или Сьюзи Паркер. Эти актрисы были на зарплате студии Fox, и их привлечение в картину не сильно повлияло бы на стоимость проекта. Вангер доказывал, что бюджет окажется значительно более $2 миллионов, иначе не получить необходимого эффекта. Адлер начал торговаться, утверждая, что легко найдёт специалиста, который снимет картину даже за $800 тыс., но через некоторое время согласился. Контракт с Вангером на продюсирование «Клеопатры» был подписан в конце октября 1958 года. Планировалось, что бюджет картины составит $3 миллиона (без расходов на персонал и актёров). Картина должна была запуститься в производство в 1959-м и после 64 съёмочных дней и монтажа в следующем году выйти на экраны.

### Подбор команды и исполнителей
В начале 1959 года к команде присоединился в качестве художника Джон Декур, который занялся набросками декораций и раскадровкой. 14 февраля совету директоров были презентованы первые эскизы и модели декораций. Концепция будущего фильма менялась — продюсер всё больше склонялся к идее, что фильм будет дорогостоящим и с первоклассным актёрским составом. Сценария ещё не было, позиция режиссёра картины оставалась вакантной, а Вангер уже начал прощупывать почву и согласовывать кандидатуру исполнительницы главной роли. Поиски будущей Клеопатры стали самой сложной частью предварительной подготовки. Увидев в картине 1951 года «Место под солнцем» Элизабет Тейлор, Вангер уже тогда, по его выражению, «запал» на неё. В ноябре 1958 года он встретился с тогдашним мужем Элизабет Майклом Тоддом и оставил ему книгу о жизни Клеопатры. Компания была против кандидатуры. Скурас неодобрительно отзывался об Элизабет: «от неё только и жди проблем».
Между тем, Тейлор до лета 1959 года была полностью занята личной жизнью: в марте в авиакатастрофе погиб Майкл Тодд, и в мае она снова вышла замуж. В сентябре Вангер впервые связался с агентом актрисы, занятой на съёмках картины «Внезапно, прошлым летом» в Лондоне. Тейлор, которая была на тот момент одной из самых высокооплачиваемых кинозвёзд мира, поставила свои условия. Во время первого обсуждения актриса оговорила $750 000 гонорара и 10 % от проката, но позже пересмотрела условия. Первым кандидатом на роль была Тейлор, однако в списке студии на случай отказа были звезды первой величины: Бриджит Бардо, Софи Лорен, Одри Хепбёрн и другие. С некоторыми из них были проведены предварительные переговоры. В частности, Лорен выдвинула требование о том, что съёмки могут пройти только в Италии. До последнего момента в шорт-листе оставались Одри Хепбёрн (давшая согласие на участие в фильме) и Сьюзен Хэйворд.

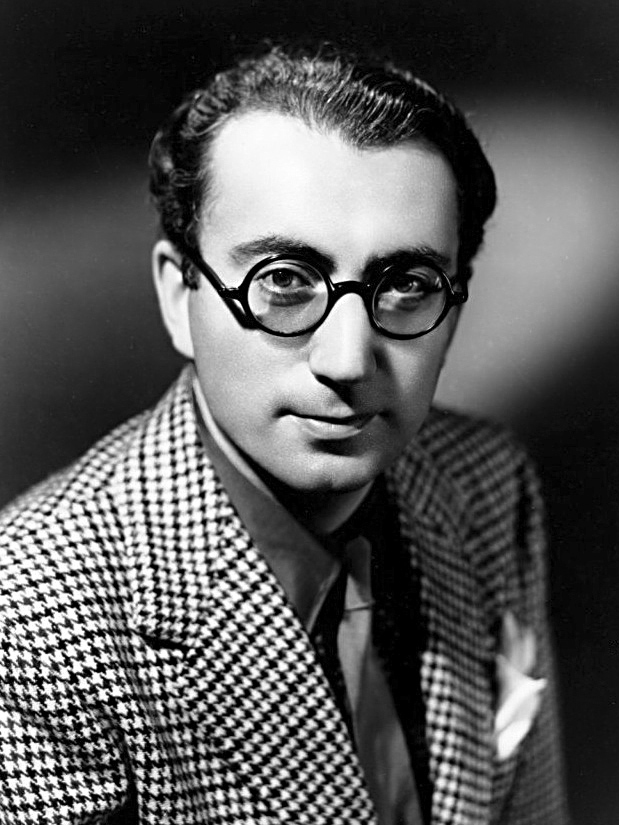
Рубен Мамулян

После длительных дискуссий и торговли руководство Fox согласилось на участие Тейлор. Контракт Тейлор на участие в «Клеопатре» был подписан в ходе её съёмок в картине «Баттерфилд, 8» 15 октября 1959 года. Рекордное соглашение предусматривало оплату по $125 000 в неделю за 16 недель съёмок, плюс процент с проката и покрытие дополнительных расходов. Актриса выдвинула и некоторые другие условия, в частности, проведение съёмок за пределами США, дабы уменьшить свои налоговые издержки. Тейлор прочитала набросок сценария и нашла его слишком фривольным — в первом варианте сюжет сразу начинался со сцены знакомства Клеопатры с Цезарем. О своём образе она сказала: «главная героиня — проститутка» и попросила переработать сценарий в более консервативном ключе.
После этого принципиального решения были согласованы другие кадровые вопросы. Выбор режиссёра с Вангером не обсуждался и был решён непосредственно руководством студии. Режиссёрское кресло картины занял голливудский ветеран Рубен Мамулян, близкий друг Скураса. До войны Мамулян был одним из самых востребованных специалистов, однако после увольнения с картины «Лора» он нечасто возглавлял съёмки. К работе над сценарием были привлечены известные литераторы: Найджел Балчин, Дейл Вассерман и Лоренс Даррелл. Руководила процессом Луди Клэр. Оператором картины стал Джек Хилдьярд.
Процесс подбора актёров оказался приостановленным в начале 1960 года. Первая всеобщая забастовка SAG в марте-апреле парализовала работу крупнейших студий США, и ассистентам по подбору исполнителей пришлось ждать её окончания. Забастовка стала ещё одной причиной переноса основной съёмочной площадки в Европу. На роли второго плана широко привлекались британские и европейские актёры. Возможность воплощения образа Юлия Цезаря обсуждали с Лоренсом Оливье, благодаря его нашумевшему исполнению роли диктатора в спектакле по пьесе Шоу «Цезарь и Клеопатра», в театре Олд Вик. Тем не менее, Оливье больше привлекали перспективы сняться в картине «Бекет». Переговоры проводились и с Фредриком Марчем, но успехом не увенчались. В конце концов, на роль Цезаря был приглашён Питер Финч, Антония — Стивен Бойд, Октавиана — Кит Бакстер. После всех поправок и изменений в актёрском ансамбле бюджет картины оценивался в $5 миллионов.

### Начало съёмок картины
Приступить к съёмкам планировалось в начале 1960 года. Так же, как и для многих высокобюджетных пеплумов того времени («Бен-Гур», «Лоуренс Аравийский»), производство картины перенесли в Европу из соображений экономии. Студии Италии и Испании были оснащены всем необходимым для производства картины класса «Клеопатры». Первое же решение кинокомпании о ходе работ поставило Вангера в тупик. Ему было предписано управлять процессом из Нью-Йорка, поэтому на первом этапе его непосредственное участие в производстве было ограниченным. Съёмки должны были пройти под Римом, однако летом 1960 года в столице Италии начались Олимпийские игры, что стало сюрпризом для руководства съёмочной группы. Все гостиницы были заняты, возникали трудности с наймом персонала, и студия решила перенести основную съёмочную площадку в окрестности Лондона. Помимо прочего, британское правительство обещало субсидии иностранным кинокомпаниям, ведущим производство в Англии. Продюсер пытался доказать руководству, что Англия — не лучшее место для изображения Египта и что сами английские режиссёры, как правило, выезжают на натуру за пределы страны, например, в Испанию. Хорошо известно было и то, что Элизабет Тейлор не отличается крепким здоровьем и склонна к простуде. Однако всё было бесполезно. В июле 1960 года скоропостижно скончался глава производственного отдела Fox Бадди Адлер, и в руководстве компании возник некоторый вакуум власти. Происходили задержки с принятием решений или же решения принимались не самым адекватным образом.
В мае 1960 года Рубен Мамулян впервые прибыл в Лондон. Он обнаружил ситуацию, которую Вангер в своём дневнике охарактеризовал как «полная катастрофа». Всё началось с того, что вещи Мамуляна потеряли в аэропорту и номер в отеле не был заказан. Когда режиссёр впервые увидел «Египет», воспроизведённый на студии Pinewood, ему стало плохо. Студия не располагала мощностями, соответствующими калибру картины. Не было достаточного количества просторных павильонов, а в тех, что имелись, потолки оказались слишком низкими. Другая крупнейшая британская студия Denham неожиданно прекратила существование, и выбор у продюсеров был невелик. Между тем «Клеопатру» планировалось снять с ещё большим размахом. Первоначально фильм собирались запечатлеть по «бюджетному» варианту на 35 мм плёнку в технологии CinemaScope. В июне было решено использовать 65-миллиметровую плёнку формата Todd AO. Технология, принципиально меняющая подход к визуальному решению, была выбрана опять-таки без ведома продюсера и режиссёра. Лето для съёмок было потеряно, и представители студии занимались переделкой декораций и подготовкой процесса производства. Съёмки картины начались 1 сентября 1960 года в окрестностях Лондона, так как руководство студии отдало приказ снимать в любых условиях. На фильм было уже потрачено около $6 миллионов.
Первый же съёмочный день начался с конфуза. Тейлор отказалась от услуг местного британского стилиста и решила дождаться прибытия из Калифорнии её персонального парикмахера. На третий день съёмки вновь остановились — актриса сказалась больной. В процесс вмешалась нестабильная английская погода. Дожди шли неделями подряд. Изо рта актёров шёл пар — «всё это больше напоминало северный полюс, но никак не Египет», — вспоминал Мамулян. Режиссёр успел снять шесть дублей сцены, в которой Клеопатру, завёрнутую в ковёр, приносят Цезарю. Затем состояние актрисы ухудшилось, и у неё началась лихорадка. Элизабет осмотрел личный врач королевы Елизаветы II и обнаружил у неё абсцесс зуба. 28 декабря, после кратковременного улучшения состояния, актриса появилась на съёмочной площадке, но в холодной студии не удалось быстро организовать отопление. Затем, после нового года, состояние Тейлор снова ухудшилось. Студия начала спешные поиски замены. Главная роль могла отойти к Мэрилин Монро. Мамулян на ранних этапах подготовки предлагал большее участие темнокожих актёров и рассматривал на роль Клеопатры кандидатуру Дороти Дэндридж. Однако Вангер уговорил руководство студии дождаться выздоровления Тейлор. Режиссёр тем временем занялся второстепенными сценами, но даже их он не мог начать полноценно снимать. Дело было не только в расслабленном (по американским меркам) отношении к делу английских подрядчиков, но и в проблеме со сценарием.
Вангер поменял нескольких авторов — лучших специалистов, к каким только можно было обратиться, но и к осени 1960 года законченного сценария картины у продюсера не было. В картину был привлечён новый сценарист — Наннэли Джонсон. Решение об этом было принято «импульсивно», в ходе телефонного разговора, несмотря на сопротивление Мамуляна. Один из самых авторитетных специалистов Голливуда по экранизациям написал 75-страничный сценарий первой части картины, да и тот оказался впоследствии невостребованным. Представители студии безрезультатно обращались к Пэдди Чаефски. Писатель запросил не менее полугода на работу, что было неприемлемо. Без внятного сценария невозможно было поставить задачу художнику-постановщику, подрядчикам, ответственным за строительство декораций, костюмерам и другим специалистам.
Таким образом планы закончить съёмки в феврале 1961 года оказались далёкими от реальности, и проект пришлось отложить, запросив расширение бюджета. После двух лет съёмок студия имела в результате всего 12 минут материала, пригодного для финального монтажа. Весной 1961 года, после кратковременного улучшения, состояние Элизабет Тейлор резко ухудшилось. Пневмония вызвала осложнение. У актрисы диагностировали отёк лёгких, и 15 марта ей пришлось делать экстренную трахеотомию. Состояние больной было критическим, и она находилась в больнице, в реанимационной палате. В прессе появилась информация о том, что актриса при смерти, но Тейлор пришла в себя и постепенно пошла на поправку. После болезни она взяла отпуск и улетела домой в Калифорнию, на церемонию, связанную с вручением Оскара за картину «Баттерфилд, 8». Шрам от трахеотомии на шее у актрисы так и не зажил, и гримёрам приходилось его скрывать. Страховая компания Lloyd’s выплатила около $2 миллионов компенсации за задержку в съёмочном процессе, вызванную болезнью Тейлор.

### Смена режиссёра

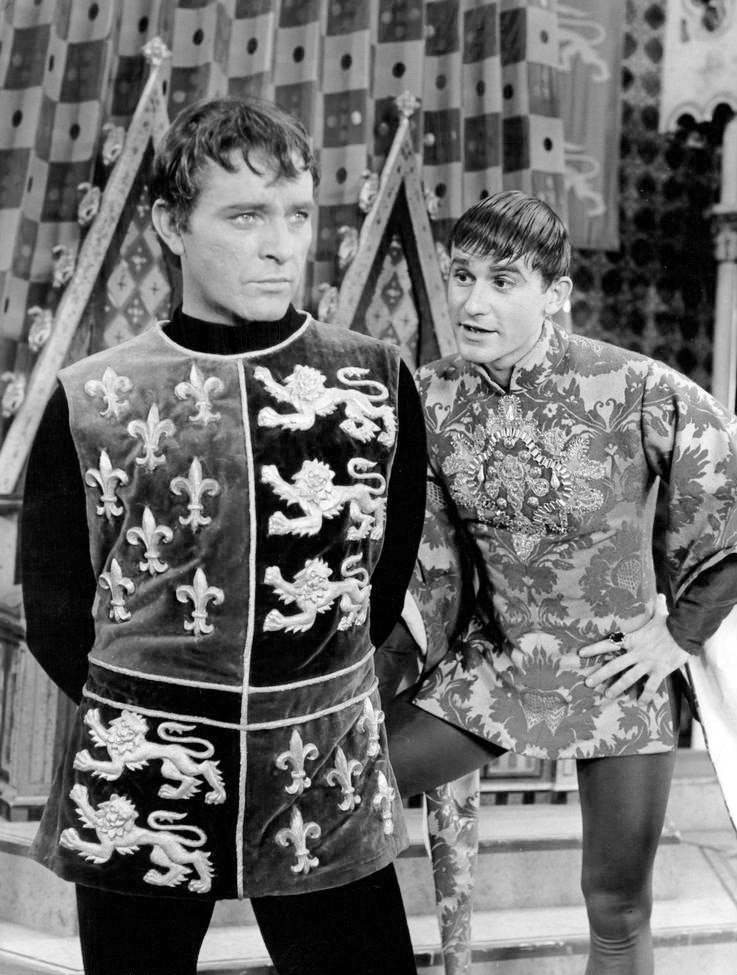
Ричарда Бёртона и Родди Макдауэла режиссёр заметил в мюзикле «Камелот», где они также сыграли непримиримых врагов

Студия Fox была вынуждена принять экстренные меры для оживления работы над фильмом. Рубен Мамулян был не согласен с ходом съёмок, сценарием и никак не находил взаимопонимание с Элизабет Тейлор. Он начал угрожать студии тем, что покинет съёмочную площадку. Элизабет Тейлор была больше, чем актрисой в проекте: она имела право голоса в принятии ключевых решений. Студия приняла в этом конфликте сторону актрисы и согласилась с отставкой режиссёра. Тейлор, вспомнив об успешной совместной работе над картиной «Внезапно, прошлым летом», представила кандидатуру Джозефа Манкевича, и продюсеры её поддержали. Джозеф в этот момент был независимым агентом и неспешно занимался подготовкой сценария картины «Джустин», будучи в творческом отпуске на островах Карибского моря. Он выслушал предложение Скураса без особого энтузиазма. Манкевича не вдохновляла затея забирать работу из чужих рук, но Скурас буквально умолял его спасти проект. Fox сделала Манкевичу предложение, «от которого он не мог отказаться», полностью выкупив его киностудию Figaro Inc. и предложив процент от проката будущего фильма. В сумме гонорар Манкевича и сделка от продажи студии принесли ему около $1 миллиона, что стало самой высокой оплатой за услуги режиссёра в истории кинематографа на тот момент. Стороны договорились о том, что новый режиссёр может полностью переписать сценарий и внести любые изменения в список актёров. Замена обошлась Fox в дополнительные $3 миллиона. Со всеми поправками картина теперь должна была по плану выйти на экраны осенью 1962 года.
Скурас убеждал Манкевича, что сценарий готов, декорации построены и актёры подобраны. Джозеф Манкевич не считал себя «блокбастерным» режиссёром, полагая, что его стиль ориентирован на более камерные постановки, где психология и диалоги героев выходят на первый план. Поэтому он и оговорил в контракте условие радикального изменения концепции.
Прочитав рабочий сценарий «Клеопатры» Мамуляна, новый режиссёр поразился размаху картины, хотя с литературной точки зрения материал никак не годился для работы. «Не то что снимать по нему… его даже прочитать было невозможно», — отзывался о сценарии Джозеф. Манкевич начал работу над новым сценарием, более соответствующим событиям древней истории. В качестве помощника он привлёк опытного Раналда Макдугала. Именно вклад Макдугала оказался самым значительным среди всех соавторов. Основой стали труды Плутарха, Светония, Аппиана; а также, частично, произведения Бернарда Шоу и Шекспира. Манкевич видел Клеопатру в образе тонкого политика, ведущего сложную дипломатическую игру с могущественным Римом. Манкевич чётко разделил картину на две серии, соответствующих отношениям с Цезарем и Марком Антонием.

Моя концепция Клеопатры не имеет отношения ни к Шоу, ни к Шекспиру. И ни к Птолемею, если на то пошло. Клеопатра, которую я задумал — поразительная и бесстрашная женщина. Она почти смогла стать повелительницей, подчинив себе двоих самых сильных мужчин мира, причём оба подвели её. Один был неожиданно убит, второй оказался трусом. Нет, Клеопатра не скроется счастливо в лучах заката. Она умрёт так, как она и умерла, и я обещаю, что у меня в картине никто не будет лениво жевать виноград в горизонтальной позиции.
Оригинальный текст (англ.)Well, my conception of Cleopatra is neither Mr Shaw's nor Mr Shakespeare's … Nor is my conception Mr Ptolemy's either, for that matter. The Cleopatra I have in mind is the story of a remarkably brilliant, ruthless woman who nearly made herself Empress of the then-known world, utilizing for her purpose the two strongest men in the world, both of whom failed her. The first failed her because he was inconsiderately assassinated, and the other because he turned coward. Cleopatra will not ride off into the sunset. She will die as she died I can also promise you that no-one will eat grapes from a horizontal position.
— 

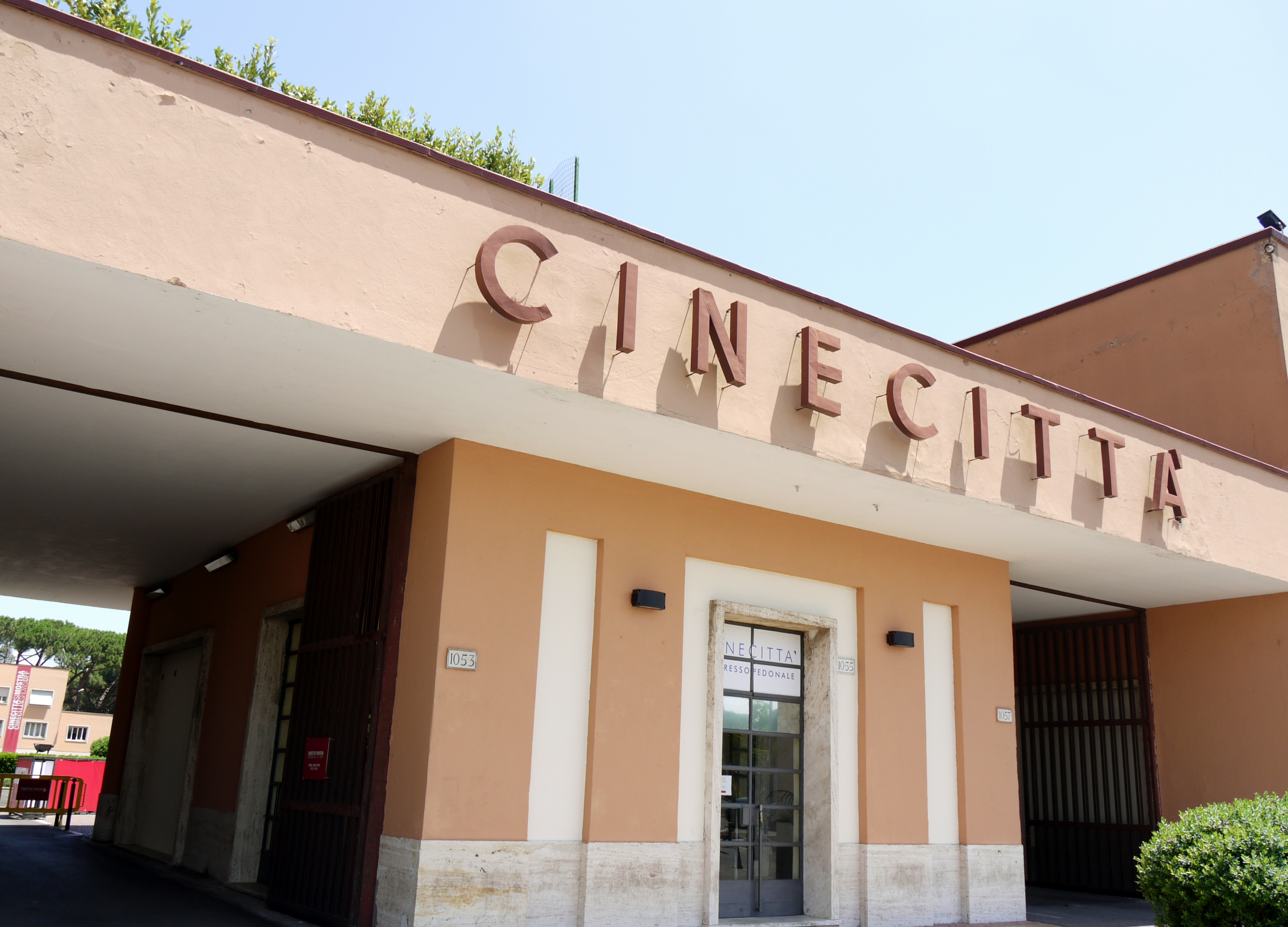
Студия Чинечитта

Летом 1961 года произошёл рестарт проекта. Тот небольшой материал, что был снят Мамуляном, оказался не востребован. Затраты компании Fox уже превысили $7 миллионов. Студия была вынуждена заморозить большинство проектов и полностью приостановить работу своей телевизионной студии.
В сентябре 1961 года производство картины продолжилось на итальянской студии Чинечитта. Длительная задержка привела к вынужденной приостановке контрактов с актёрами и некоторыми специалистами и к проведению нового кастинга. Хилдьярда заменил оператор Леон Шамрой. Питер Финч приступил к съёмкам в другой картине. Манкевич предложил роль Цезаря Рексу Харрисону, с которым имел продолжительный совместный опыт работы. В роли Марка Антония Манкевич поначалу видел Марлона Брандо, но актёр оказался занят. Ричарда Бёртона и Родди Макдауэлла Манкевич заметил в мюзикле «Камелот». Бёртона он знал давно как прекрасного театрального актёра и предложил ему роль Марка Антония. Студия встретила кандидатуру Бёртона в штыки — актёр был известен своенравием и неумеренной тягой к спиртному. Манкевичу удалось уговорить руководство. Сам Ричард с удовольствием покинул мюзикл, так как, по его утверждению, ему до смерти надоело целый год подряд играть Короля Артура. Контракт с Бёртоном обошёлся компании в $300 тыс. и стал его самой высокооплачиваемой работой на то время.
Тейлор вспоминала о курьёзном случае на одной из вечеринок студии в 1961 году. Спирос Скурас обратился к Элизабет Тейлор по имени её героини. Актриса удивилась:
— Вы же платите мне миллионы. Неужели вы не помните моё имя? Если вспомните, верну половину денег назад.
— Э-э… Клеопатра? — ответил Скурас.

### Продолжение съёмок

Съёмочная площадка картины, студия Чинечитта. Слева направо: хореограф Гермес Пан, глава отдела производства студии Fox Сид Рогелл, оператор Леон Шамрой, продюсер Уолтер Вангер, режиссёр Джозеф Манкевич, помощник режиссёра Фред Симпсон.

Манкевич де-факто отстранил от работы над фильмом Вангера и стал сценаристом, режиссёром и продюсером в одном лице. К осени 1961 года Манкевич написал 132 страницы нового сценария, но это едва соответствовало по объёму половине будущей картины. Болезнь Тейлор позволила ему выиграть некоторое время, но всю работу закончить не удалось. Оставшиеся 195 страниц были написаны в ходе съёмок. В качестве помощников студия привлекала Лоренса Даррелла и Сиднея Бахмана, хотя их помощь казалась минимальной. Манкевич вспоминал о следующих нескольких месяцах жизни как работе на износ. Днём шли съёмки, а по ночам он писал. Получившийся трёхсотстраничный сценарий соответствовал фильму длительностью 5-6 часов, но Манкевич не мог ничего сократить.
В ходе производства оказалось, что строительство декораций провалено и всё пришлось переделывать. Дополнительные затраты приносила многолюдная массовка картины, которая была вынуждена постоянно ожидать перестройки декораций, прямо в промежутках между дублями. Возведение декораций Манкевич также взял под свой контроль. На территории студии на площади 20 акров были построены новые декорации: возведён римский Форум и александрийский храм Клеопатры. Вангер вспоминал, что при разработке декораций первоначально планировалось воссоздать полную реплику римского форума. Впрочем, позже выяснилось, что исторически форум представлял собой не очень фотогеничный ансамбль из довольно разных по стилю сооружений. Пришлось оставить только два здания и расположить их так, чтобы найти выгодную точку съёмки для оператора.
Съёмки корабля Клеопатры и батальные сцены битвы при Акциуме прошли в районе острова Ивиса в Средиземном море. «Александрия» была построена около местности Торе Астуро, на побережье Тирренского моря. Отдельные натурные сцены были сняты около городов Анцио и Ланувио, в районе острова Искья и в окрестностях Александрии в Египте. Порт Александрии был возведён около Анцио, на берегу Средиземного моря. В ходе масштабных работ по подготовке бульдозерами причала порта произошёл печальный инцидент: рабочие наткнулись на мину, оставшуюся со Второй мировой войны, — один рабочий погиб, несколько получили ранения.
Манкевич постоянно сталкивался и с другими обстоятельствами, тормозящими работу. Заметив, что у Элизабет Тейлор подозрительно много выходных дней, режиссёр попытался призвать актрису к порядку. Вчитавшись в контракт, подписанный со звездой, Манкевич с удивлением обнаружил, что Тейлор оговорила выходные в критические дни. По факту подобные дни случались у актрисы чаще двух раз в месяц, и Манкевич собрался прибегнуть к медицинскому освидетельствованию Тейлор, но помощники отговорили его от бесполезной траты времени. Манкевич последние месяцы работы над картиной жил на психотропных препаратах (впоследствии у него развилась зависимость). Медсестра, делавшая инъекции, случайно задела седалищный нерв, в результате одна нога почти перестала двигаться, и концовку съёмок Манкевич провёл в инвалидной коляске. Вспоминая о том, как довелось работать Манкевичу, Ричард Бёртон признался, что ему приходилось предпринимать нечеловеческие усилия, дабы вытянуть картину: «… Будь на его месте кто послабее, — он сошёл бы с ума».
Продюсер картины также был беспросветно занят в организационных дрязгах. Кастинг фильма продолжался до 1961 года, и логистика процесса была построена из рук вон плохо. Никто не встречал прилетающих в аэропорту, и багаж постоянно терялся. Контракты не были детально проработаны. Кэрролл О’Коннор, исполнитель роли Сервилия Каски, заключил контракт на 15 недель. В итоге он снимался только 17 дней, а остальное время бездействовал. Хьюм Кронин прибыл на съёмочную площадку 19 сентября 1961 года и отдыхал до самого Рождества. С тем, чтобы не простаивать без толку, Бёртон и Макдауэлл даже успели сняться в камео-ролях в картине «Самый длинный день». Вангер был также занят в сложных тяжбах с руководителями актёрских профсоюзов и страховыми обществами. Проблемы возникали там, где их никто не ожидал. К примеру, итальянская коммунистическая партия обвинила создателей фильма в расовой и половой дискриминации и организовала забастовку женщин-статистов. Основной организационной проблемой Вангер называл то, что он был вынужден постоянно работать с некомпетентными людьми, а общение с руководством студии Fox называл не иначе как «кафкианским бредом».
Съёмки «Клеопатры» стали уже притчей в СМИ. В газетах обсуждались различные версии причин задержки, вплоть до того, что Элизабет Тейлор слишком прибавила в весе и не влезает в костюмы, сшитые для роли Клеопатры. Даже представители Конгресса США открыто обсуждали возможность посетить съёмочную площадку картины, дабы разобраться, что же там происходит. Рекс Харрисон предложил вложить собственные средства, лишь бы закончить фильм. При всём этом немалое время у руководителей студии отнимали встречи с журналистами, интервью, которые студия считала важным элементом производства.
Первые критические отзывы о затянувшемся проекте стали появляться в прессе задолго до выхода на экраны. До внимания Манкевича уже доходили материалы, опубликованные в Times, и он опасался провала картины. Тем временем затянувшиеся съёмки приближались к концу. Самая сложная сцена, ключевая в первой части картины — торжественное прибытие Клеопатры в Рим, — была снята 8-9 мая 1962 года. Сцену впервые попробовали отработать за полгода до этого — и неудачно. Затем, после месяца предварительной подготовки, она была снята практически всего за один день. В самой большой массовке картины было занято около 6000 статистов. По окончании работы над торжественным приездом Клеопатры съёмочная группа устроила роскошный ужин с шампанским, на который были приглашены представители королевских семей и государственные деятели Европы. 21 мая 1962 Манкевич и представители киностудии просматривали материалы 20-минутной сцены. Реакция режиссёра была неожиданной. Вся последовательность событий, по его мнению, была великолепна, но развязка, главный эпизод в концовке — Клеопатра, игриво подмигивающая Цезарю, — никуда не годился. Манкевич настаивал на том, что последние кадры сцены необходимо переснять, но взаимопонимания у продюсера не нашёл. Последние события привели к тому, что руководство студии предприняло крайние меры для ускорения работы над картиной. 28 мая была завершена работа над эпизодом самоубийства Клеопатры, что для руководства студии стало сигналом к немедленному завершению съёмок.

### Завершение съёмок и монтаж

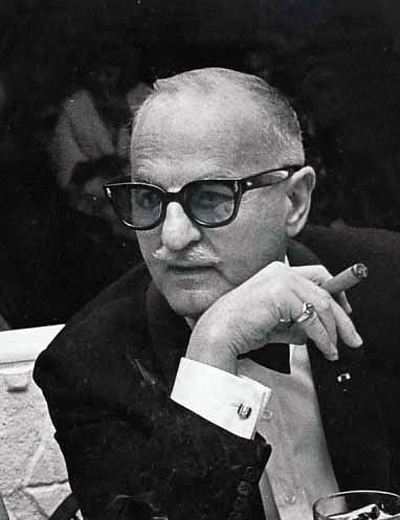
Дэррил Занук (1964)

К середине 1962 года финансовое положение студии Fox приблизилось к банкротству. Трагедия на съёмках другого дорогостоящего проекта — «Что-то должно случиться» — поставила под угрозу само существование Fox. Студия начала увольнение персонала и распродажу активов. На некоторое время единственной картиной, оставшейся в производстве, оказалась «Клеопатра». С весны 1962 года Спирос Скурас находился под непрерывным огнём критики. 27 июня 1962 года, после 20 лет работы, решением акционеров и затем совета директоров он был освобождён от занимаемой должности президента 20th Century Fox. Его место занял Дэррил Занук — один из крупнейших акционеров компании. Он, в отличие от Скураса, был не только опытным руководителем, но и детально разбирался в производстве кинокартин. Занук энергично взялся за «тонущий» проект.
1 июня 1962 года продюсер Уолтер Вангер был уволен, несмотря на то, что готов был работать и бесплатно. Вангер попросил разрешения остаться на площадке картины вплоть до её завершения. Манкевич получил ультиматум: оплата услуг Элизабет Тейлор прекращается 9 июня и, если понадобится, — Тейлор заменит дублёрша. Съёмки необходимо закончить до 30 июня. После этого срока финансирование будет прекращено. Режиссёр был вынужден поспешно закончить одну из ключевых сцен картины — встречу Клеопатры и Антония на борту королевского корабля. 23 июня 1962 года для Элизабет Тейлор съёмки в картине завершились. Оставалось ещё несколько крупных батальных сцен. Обычно над столь технически сложными частями фильма работают в начале графика, но здесь ими пришлось всё заканчивать. Манкевич не особенно любил сцены сражений, и для них ещё не был написан сценарий. По плану в картину должно было войти сражение при Филиппах, но из студии пришло распоряжение исключить данную сцену. Съёмки заканчивались тем, с чего начинается фильм, — сценой битвы при Фарсале, хотя полноценно отснять её не удалось. В ответ режиссёр послал жёсткую телеграмму в штаб-квартиру:

Без Фарсал, по-моему мнению, начало картины серьёзно пострадало. Однако без Филипп попросту исчезнет вступление для второй части, так как уже снятые сцены просто невозможно разумно увязать друг с другом […] с обоюдным пониманием ответственности и, полагая что моя по отношению к акционерам компании не меньше, чем ваша, я прошу заменить меня кем-нибудь менее критически настроенным к вашим директивам и менее нацеленным на окончательный успех Клеопатры.
Оригинальный текст (англ.) Without Pharsalia in my opinion opening of film and following sequences severely damaged stop but without Philippi there is literally no opening for second half since interior tent scenes already shot simply cannot be intelligibly put together  […] with mutual appreciation of responsibilities and suggesting that mine toward the stockholders is no less than yours I suggest that you replace me soonest possible by someone less critical of your directives and less dedicated to the eventual success of Cleopatra.

В июле съёмочная группа выехала на натуру в Египет для завершения работ над сценами сражений. Всё закончилась полной неудачей. За столь короткое время ничего не удалось организовать. 28 июля прошёл прощальный ужин для основной актёрской команды, работавшей над фильмом. К октябрю 1962 года Манкевич закончил черновой монтаж, после чего он и редактор Дороти Спенсер вылетели в Париж для консультаций с Зануком по поводу дальнейшей судьбы «Клеопатры». Концепция разделения фильма на две самостоятельно идущие в прокате серии шла вразрез со взглядами нового руководства. Глава компании опасался, что первая часть — «Цезарь и Клеопатра» — после скандала с Бёртоном и Тейлор не будет интересна зрителю. Несмотря на предупреждения о прекращении финансирования, картина всё равно так и не была готова. На эти батальные сцены было выделено ещё $2 миллиона. К счастью для компании, неожиданно успешный прокат картины «Самый длинный день» спас Fox от финансового краха, и деньги нашлись.
После просмотра чернового монтажа картины, длившейся 320 минут, Занук охарактеризовал результат как «неуклюжий, любительский, второсортный» и распорядился отстранить Джозефа Манкевича от дальнейшей работы. Полемика между главой компании и режиссёром перешла на страницы прессы. Занука, в частности, не устроили уже снятые батальные сцены; Манкевич, возражая, отвечал, что батальные сцены в картине не главное. На пресс-конференции Занук заявил журналистам, что Манкевичу нужно отдохнуть, а заканчивать фильм будет он сам.

За прекрасное вознаграждение и компенсацию расходов, мистер Джозеф Манкевич потратил два года своего времени, талант и 35 миллионов долларов акционеров 20th Century Fox, осуществив монтаж первой копии фильма. Он вполне заслужил отдых.
Оригинальный текст (англ.) In exchange for top compensation and a considerable expense account, Mr. Joseph Mankiewicz has for two years spent his time, talent, and $35000000 of 20th Century–Fox’s shareholders’ money to direct and complete the first cut of the film Cleopatra. He has earned a well-deserved rest.

К декабрю 1962 года страсти несколько поутихли. Занук признал, что всё произошедшее было ничем иным, как публичным унижением знаменитого режиссёра, и попросил у него прощения. Он даже приглашал Манкевича назад для съёмок оставшихся батальных сцен и консультировался с ним по отдельным вопросам, касавшимся фильма. Окончательный монтаж «Клеопатры» осуществил Манкевич под пристальным вниманием Занука.
Отдельные эпизоды битвы при Фарсале были запечатлены в Испании (возле городка Альмерия) и затем под Лондоном в феврале 1963 года. По первоначальному замыслу, сцена логически объединяла двоих главных героев. Цезарь должен был встретиться после битвы с Антонием, но Ричард Бёртон уже был занят в другой картине, и его пришлось заменить на Руфиона (Мартина Ландау). Ключевой момент картины потерял свой посыл. Собственно, и самой битвы в окончательном монтажном варианте нет — из-за спешки ничего внятного снять и смонтировать так и не удалось, хотя только на её постановку было потрачено около $500 тыс. Зритель видит только дым погребального костра над полем закончившегося сражения. С учётом всех поправок Занука окончательная длительность картины для проката составила около 248 минут. Манкевич встретил это решение с глубоким разочарованием, посчитав, что длительность картины должна была быть около 6 часов и многие из его идей оказались потеряны. Хьюм Кронин и Родди Макдауэлл также остались при мнении, что в монтаже были вырезаны их лучшие сцены.

### Элизабет Тейлор и Ричард Бёртон
К 1961 году Бёртон уже 12 лет состоял в браке с Сибил Бёртон, в котором растил двух дочерей. Несмотря на это, Бёртон был известен целой чередой реальных или приписываемых романов со своими партнёршами по картинам. С мая 1959 года Тейлор была замужем за музыкантом Эдди Фишером. Бёртону раньше не доводилось сталкиваться с Тейлор на съёмочной площадке, и он придерживался мнения о том, что она одна из бесталанных актрис, добившихся признания исключительно благодаря эффектной внешности. На съёмочной площадке Бёртон до определённого момента особо не общался с актрисой и отпускал за спиной Тейлор непристойные шутки. Всё изменилось после первой сцены близости — 22 января 1962 года. Бёртон в тот день появился на площадке с сильного похмелья. Элизабет, заметив трясущиеся руки, принесла ему чашку кофе. Очевидцы вспоминали, как между ними «проскочил электрический разряд». Понадобилось немалое время, чтобы Ричард и Элизабет пришли в себя и смогли отыграть сцену. После команды «снято» режиссёр саркастически обратился к актёрам: «Я вам не мешаю?». Во время очередного приезда в Рим, Манкевич отвёл Вангера в сторону и озабоченно сказал продюсеру: «Я сижу на вулкане… Лиз и Бёртон уже не просто играют Антония и Клеопатру».
Рабочая атмосфера и моральный климат на съёмочной площадке были и так весьма слабы из-за организационных неурядиц, но после адюльтера продюсеру и режиссёру стало очень сложно сохранять порядок. Через несколько дней после первой совместной сцены любовников Бёртон появился в мужской гримёрке и объявил во всеуслышание: «Джентльмены, я только что трахнул Элизабет Тейлор на заднем сидении своего кадиллака». Попытки скрыть происходящее были бесполезны. Скандал вызвал продолжительные паузы в съёмках. В феврале 1962 года, после того как Ричард Бёртон на некоторое время вернулся к жене, Тейлор пришлось срочно госпитализировать из-за передозировки снотворного. В больнице у актрисы обнаружили также кровоподтёки на лице и разбитый нос. Съёмки были задержаны на 22 дня. Старший брат Ричарда Бёртона прибыл на съёмки и попытался защитить честь Сибил. Между братьями произошла драка, и производство картины задержалось ещё на несколько дней.
С того момента как в прессу просочилась информация о размере гонорара Тейлор и перипетиях, сопровождавших проект, будущий фильм не страдал от недостатка внимания папарацци. Журналисты осаждали отель, где остановилась Тейлор, студию Cinnecita и офис Fox в Нью-Йорке. Информация об адюльтере стала одной из самых громких голливудских сенсаций 1962 года. Многие издания после него даже стали иронически называть картину Lizpatra. В популярном телевизионном шоу Перри Комо вышла скетч-постановка, пародирующая абсурдную ситуацию на съёмках и бурный роман. Когда в 1962 году готовились постеры картины для американского рынка, художник Сеймур По решил даже не упоминать имена актёров на плакатах — публика настолько хорошо их знала, что это было лишним.

фильм был таким, что не мог не повлиять на наши судьбы… это был не единственный роман на съёмках
— Джин Марш 
Одной из причин популярности библейских и античных тем была их политическая и социальная нейтральность. Они вызывали минимум нападок со стороны блюстителей морали. Хотя «Клеопатра» снималась по канонам студийной системы, события, происходившие на съёмках, нарушали все неписаные законы жанра. Строгие нормы морали, контроль киностудии уже не сдерживали происходящего. Процесс кинопроизводства теперь всё более зависел от капризов и ветреного характера звёзд нового кино. Киновед Айра Хоциг описал роман Бёртона и Тейлор в ходе съёмок как «неописанное в сценарии, резкое вмешательство в тщательно контролируемый мир голливудской студийной системы». Перенос съёмок картины в Европу и в особенности в Италию, где возник феномен «папарацци», также сделал своё дело. Впервые история из реальной жизни настолько вмешалась в производство, что кардинально повлияла на восприятие картины зрителями, отчасти затмив сам сюжет.
Личная драма Элизабет Тейлор во многом повторила драму жизни её героини. История закончилась уже после съёмок картины разводом актёров с бывшими супругами и свадьбой Бёртона и Тейлор в 1964 году. В 2012 году Джесс Уолтер опубликовал роман «Великолепные руины», посвящённый любовной связи Элизабет Тейлор и Ричарда Бёртона в ходе съёмок «Клеопатры» в Италии в 1962 году.

### Бюджет и прокат
Руководство студии полагало, что скандальный роман Бёртона и Тейлор может неблагоприятно сказаться на прокатной судьбе картины. Так, в апреле 1962 года официальное издание Ватикана «Osservatore della domenica» подвергло ещё не законченную картину критике за чрезмерную свободу морали как на экране, так и за кулисами. В мае 1962 конгрессмен Айрис Блитч обратилась с ходатайством к генеральному прокурору запретить въезд в США скандальной пары, так как Тейлор «принизила престиж американской женщины за рубежом». Однако опасения оказались напрасными. «Клеопатра» стала самой ожидаемой премьерой года.
Популярности фильма способствовала мощная маркетинговая кампания, в рамках которой 75 крупнейших газет, телевизионных и радиопрограмм США были привлечены к рекламе картины. В марте 1963 года вице президент Fox Сеймур По провёл в Париже специальную конференцию с участием представителей 17 стран для объединении усилий по организации маркетинга картины. Выход «Клеопатры» в прокат привлёк повышенное внимание сетей кинотеатров в США и во всём мире. Не помешало и то, что во многих киноцентрах хозяевам пришлось пойти на дополнительные расходы, связанные с установкой прокатного оборудования, рассчитанного на 70-миллиметровую плёнку. Было решено, что картина будет выпущена в прокат по системе Roadshow. Стоимость билетов на фильм составляла $5,50, что примерно втрое превышало обычную цену. В случае с «Клеопатрой» кинокомпания договорилась о своей 70 % доле доходов от продажи билетов, тогда как обычно сети кинотеатров и киностудии делили доходы пополам. Выручка за предварительно купленные билеты достигла беспрецедентной для компании Fox суммы в $20 миллионов.
Мировая премьера состоялась в Нью-Йорке 12 июня 1963 года в кинотеатре Rivoli. На первом сеансе присутствовали Дэррил Занук, Джозеф Манкевич и Рекс Харрисон. Бёртон и Тейлор не приехали. В интервью актриса говорила о том, что её не особенно тянуло смотреть ленту. Продолжительность картины в версии roadshow составила 243 минуты. По рекомендации влиятельного критика Босли Кроутера, в американском прокате картина в обычных кинотеатрах шла в более урезанном варианте — 217 минут. Был также выпущен вариант монтажа на 192 минуты.
Прокат за границами США также был весьма успешен. В 1963 году картина стала самым кассовым фильмом года в Великобритании. Премьерные показы картины состоялись в лучших кинотеатрах европейских столиц: Доминион (Лондон), Гран-Рекс (Париж), Delphi Film Theatre (Берлин). Вангер оптимистически предполагал, что всемирный прокат превысит $100 миллионов, но этого не случилось. К 1966 году общая выручка составила $38 миллионов, из которых 23,5 миллиона пришлись на внутренний прокат в США. Картина показала высокие финансовые результаты для системы roadshow. Например, в театре Rivoli сеансы фильма оставались в программе в течение 63 недель подряд и принесли $1 250 000 прибыли. Для любого другого фильма это был отличный показатель, но Клеопатра из-за огромного бюджета не окупилась. «Клеопатра» проиграла картине «Звуки музыки», кассовые сборы которой при бюджете $8 миллионов составили свыше $100 миллионов. Картина окупила затраты только в 1967 году. В 1966 году компания ABC заплатила $5 миллионов за право первого показа в телевизионном эфире. Впервые на канале ABC фильм был показан 13 февраля 1972 года и получил показатель рейтинга Nielsen 24,5.
Картина «Клеопатра» стала самым дорогим в истории фильмом, по состоянию на 1963 год, и считается одной из крупнейших финансовых неудач в истории кинематографа. По данным кинокомпании суммарный бюджет картины составил $44 миллиона, из которых $31 115 000 составили непосредственно расходы на производство и оставшаяся сумма пришлась на рекламу, печать копий и дистрибуцию ленты. В эту сумму не входят ещё $5 миллионов, потерянные в связи с неудачным началом съёмок в Англии в 1960—1961 году. Этот рекорд был превзойдён только в 1980 году 220-минутной картиной «Врата рая». По оценке Forbes, «Клеопатра» считается самой дорогостоящей картиной в истории кинематографа. В 2006 году сумма, потраченная на её производство, была бы эквивалентна $290 миллионам.
Впрочем, представитель Fox Кеннет Гейст отзывался о том, что «Клеопатра» носит звание крупнейшей кассовой неудачи незаслуженно. В конце концов, она даже принесла компании прибыль, а вот такие картины, как «Хэлло, Долли!» и «Тора! Тора! Тора!», ничего, кроме гигантских убытков, компании после себя не оставили, хотя и не остались на слуху у публики в той мере, как «Клеопатра».

### Итог
Для многих из состава команды, работавшей над картиной, она стала определяющим этапом в карьере. После «Клеопатры» Рубен Мамулян и Уолтер Вангер больше уже ничего не снимали и не продюсировали. Спирос Скурас также покинул киноиндустрию и занялся судостроительным бизнесом. «Этот фильм был зачат в спешке, снимался в истерике и был закончен в слепой панике», — вспоминал о фильме Манкевич, который также отметил, что во всём этом хаосе его мысль и видение ленты были потеряны. До конца своей жизни Манкевич предпочитал не вспоминать о своей работе над «Клеопатрой», и следующую кинокартину как режиссёр и продюсер он снял только в 1967 году. Как вспоминал его сын, Манкевич разочаровался в профессии и до конца жизни сторонился активной работы в киноиндустрии. Картина изменила и его личную жизнь. На съёмочной площадке Манкевич сблизился со своей будущей супругой — англичанкой Розмари Мэттьюс, ассистентом художника-постановщика. В 1962 году они поженились. Тейлор и Бёртон поженились в марте 1964 года. В апреле 1964 года студия Fox подала в суд на Элизабет Тейлор за недобросовестное исполнение контрактных обязательств во время съёмок фильма. Сумма иска составила $50 миллионов. К тому времени супруги Тейлор и Бёртон выступили с ответным иском, с той же формулировкой. Взаимные попытки отсудить деньги безрезультатно длились несколько лет.

## Характеристика

### Построение. Символизм
Специалисты нередко называют картину 1963 года ремейком «Клеопатры» 1917 и 1934 годов . Их сюжеты близки, акцент сделан на сходные сцены: встреча с Цезарем, приезд в Рим, свидание на корабле с Марком Антонием, самоубийство царицы. Предыдущие ленты были также сняты с солидным бюджетом и дорогостоящим актёрским ансамблем. Традиционно главными действующими лицами эпопей и пеплумов всегда были мужчины. Предыдущие фильмы на сходную тему, хотя и называли главной героиней царицу Египта, сюжетно ей отводили роль второго плана. Другое отличие — в разной трактовке двух частей жизни Клеопатры. Картины 1917 и 1934 годов стилистически однородны, тогда как картина 1963 года создавалась с другим режиссёрским подходом.
Под руководством Манкевича и по его сценарию картина снималась из двух частей, как двух разных фильмов. Такое построение противоречит кинематографическим канонам. Возможно, имело смысл передать истории одну внутри другой (образцы такого подхода — «Нетерпимость», «Крёстный Отец 2», «Мост через реку Квай»), однако технически реализовать такое было уже слишком сложно. Дальнейшие попытки исправить это на этапе постпродакшн и монтажа оказались нереальными. В ходе производства даже рассматривался вариант закончить всё одной первой частью, однако невозможно было логически завершить историю бегством Клеопатры из Рима, после смерти Цезаря, — финал оставался открытым. В итоге структура во многом сохранила режиссёрское ви́дение Манкевича.
В традиции пеплумов было строить основное действие в биполярном мире: Рима метрополии и оппозиционных колоний. «Клеопатра» продолжает данную традицию, строя основной конфликт на конфронтации мужского и женского начала, воплощающих Рим и Египет. В фильме Манкевича Элизабет Тейлор действительно главная героиня картины. Женщина подчеркнуто противопоставлена мужчинам. Прежде всего для англоязычного зрителя было заметным то, что у Элизабет Тейлор американский выговор, тогда как практически у всего ансамбля ведущих актёров-мужчин британский английский. Противопоставление заметно и в разнице в восприятии событий. Показательно сравнение с чёрно-белой картиной Манкевича 1953 года «Юлий Цезарь». Камерная постановка, близкая к первоисточнику, толкует события от лица Брута и больше соответствует мужскому взгляду. В противоположность в многобюджетной цветной картине 1963 года можно увидеть переключение от мужской к женской точке зрения. Повествование начинается далеко от Египта, и постепенно развитие сюжета приводит героев в Александрию. Впервые главная героиня картины появляется на экране только на 19-й минуте экранного времени. Постепенно женский взгляд на события начинает доминировать.
В первой части картины главная героиня демонстрирует силу и уверенность в себе. Женское начало естественно дополняет мужское, и именно поэтому первая часть картины смотрится так цельно. Клеопатра готова бороться за власть любыми способами, даже ценой жизни её брата. Цезарь в картине не столько могущественный диктатор, а скорее стареющий правитель, начинающий сомневаться в своих возможностях. Цезарь проявляет неожиданную слабость в сцене с припадком эпилепсии, но Клеопатра сопереживает и поддерживает его . Клеопатра как политик только приумножает могущество благодаря романтической связи с римским лидером. Цезарю чужды патриархальные взгляды. Женщина — лидер государства совершенно не смущает диктатора — важно лишь то, что она сможет добиться выгодного ему развития событий. Цезарь без колебаний признаёт своим сыном Цезариона — это вполне его устраивает. Нередко, Клеопатра подсматривает за событиями (характерны сцены с подглядыванием в её дворце в первой части). Она женщина, и любопытство естественно для неё. Из сюжетного ряда картины выпадает сцена убийства Цезаря, так как создатели не вполне ясно мотивируют действия заговорщиков. Главная героиня не видела всех обстоятельств и может только косвенно судить о причинах убийства. Клеопатра догадывается о происходящем, гадая по огню (одна из немногих сцен с использованием специальных эффектов).
Ключевой сценой, демонстрирующей способности Клеопатры как политика, умеющего превратить свои слабости в сильные стороны, становится её торжественный приезд в Рим. Под восторженные крики толпы египетская царица сходит с вершины Сфинкса и опускается в поклоне перед римским диктатором. Приблизившись к Цезарю, Клеопатра неожиданно подмигивает Цезарю, возвращая зрителя к началу картины, когда она заставила римлянина преклонить колени перед собой и стала равной и даже выше его . Этот мимолётный, но важный эпизод, столь трудно давшийся режиссёру, также показателен. Картина Манкевича оказалась более интимной и более человечной, чем её предшественницы.
Режиссёр связал две части различными приёмами. В картине присутствует несколько сцен, появляющихся сначала в первой части и затем своеобразно повторяемых и перефразируемых во второй. Начало первой и второй части — батальные сцены. В обеих имеет место гражданская война, где римляне побеждают римлян и зритель наблюдает исход сражения. Другая подобная зеркальная сцена — купание в бассейне. Сначала в бассейне появляется обнажённая Клеопатра — она отпускает плыть игрушечный кораблик и раздумывает, как встретить своего бывшего любовника. В следующей сцене в бассейне оказывается Марк Антоний. Оказавшись на месте женщины, он только подчёркивает свою беззащитность. Перекликаются в картине сцены близости Клеопатры с Цезарем и Клеопатры с Марком Антонием. Интимная сцена с Цезарем решена в классическом мелодраматическом ключе. Иначе события разворачиваются в другой ключевой сцене — встрече и пиршестве на золотом корабле. Опьянённый Антоний поначалу соблазняется двойником Клеопатры (которую играет та же Тейлор). Затем он приходит в себя, прокладывает путь к настоящей Клеопатре, разорвав полог над кроватью мечом, и силой овладевает своей возлюбленной.
Сравнивая начало и конец, Кеннет Гейст назвал вторую часть банальным подобием шекспировской драмы. Собственно, вторая половина, то, что хотела увидеть аудитория, — экранизация романа Элизабет Тейлор и Ричарда Бёртона в античных декорациях. В ней откровенно бросаются в глаза местами поспешный монтаж и чрезмерно эмоциональные отношения между Тейлор и Бёртоном. В отличие от первой части, где отношения любовников были основаны на взаимном уважении и политических дивидендах, вторая часть превращается в несколько искусственное противостояние полов. Первая часть картины гораздо целостнее и отличается более глубокой проработкой персонажей. Отношения между Рексом Харрисоном и Тейлор гармоничнее с кинематографической точки зрения. Антоний, которого по сюжету постоянно сравнивают с Цезарем, оказывается в двусмысленном положении. Любовь становится безумной страстью, которая затуманивает разум героев. Антоний и Клеопатра больше теряют, чем приобретают от сближения. Развязка картины с катастрофическим поражением армии египтян не становится сюрпризом. Если первая часть картины демонстрирует энергию и действие, то вторая часть апатична, а положительные герои лишаются цели и инициативы. Антоний как герой одномерен и предсказуем. Клеопатра пытается взять в свои руки мужские обязанности, но безуспешно. Здесь заметна одна из основных слабостей картины. Замысел рассказать о женщине, которая должна была стать самой сильной в мужском мире, остался незаконченным и ущербным.

### Образ Клеопатры
Она была прекрасна и сияла очарованием юности. У неё был прелестный голос, она умела быть обаятельной со всеми. Наслаждением было и смотреть на неё и слушать её речи. Она могла легко покорить любого человека — даже мужчину, уже немолодого и пресытившегося любовью.
— Дионисий Кассий Лонгин 

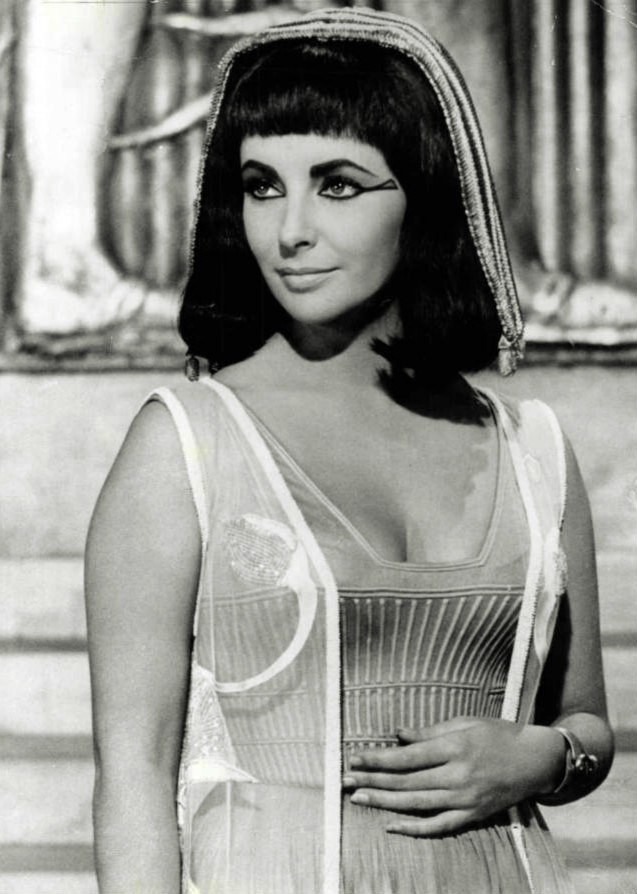
Элизабет Тейлор в образе Клеопатры

Перед зрителем предстаёт многомерный и сложный образ Клеопатры: образованный человек, политик, космополит, стратег и женщина, наделённая всеми достоинствами прекрасного пола. В одном из интервью Манкевич даже сравнил образ Клеопатры с Джоном Кеннеди. Уолтер Вангер отзывался об Элизабет Тейлор как о единственной женщине, способной совместить молодость, энергию и эмоциональность. Тейлор, воплощая экранный образ своей героини, во многом ориентировалась на Клеопатру Вивьен Ли в фильме 1945 года. Разбирая картину 1963 года, критики отметили, что с точки зрения сценария именно эта — как никакая другая египетская царица — больше всего соответствовала не только чувственной женщине, но и столь многогранной личности. Разносторонним оказался характер и у Элизабет Тейлор: секс-символ, любящая мать, безутешная вдова и лауреат «Оскара». Так же, как и её героиня, она безоглядно бросилась в любовную историю, поставившую под угрозу финансовое положение киноимперии 20th Century Fox. Отзывы критики, впрочем, оказались достаточно противоречивыми.
В ходе съёмок режиссёр Мамулян рассматривал возможность передать исполнение образа Клеопатры темнокожей актрисе. Вопрос расовой принадлежности Клеопатры для историков остаётся весьма спорным, однако в кинематографическом мире сложившийся образ Клеопатры — это представительница белой расы. Для 1963 года такой ход был бы слишком экзотичен, и зрителю привычнее было видеть, что именно носительница представлений о красоте европеоидной расы совращает римлян-мужчин. Темнокожими были только некоторые служанки Клеопатры, задачей которых было частично подчеркнуть происхождение царицы.
В картине играют свою роль и точно подобранные костюмы (или их отсутствие) актрисы, воплощающие ещё один контекстный слой роли. В сцене прибытия в Рим Клеопатра одета в роскошный золотой наряд, напоминающий поток золота на её теле, что олицетворяет своеобразное покорение столицы мира. В сцене нечаянной встречи с Цезарем в царских покоях Клеопатра предстаёт практически обнажённой — намёк Цезарю, что он пришёл не вовремя. В заключительной сцене прощания с Марком Антонием на египтянке только скромная коричневая туника, почти роба заключённого и покорённого человека.

### Историческая достоверность и источники
В финальном варианте сценария заметна прилежная работа сценаристов с серьёзными историческими источниками. Вышедшие примерно в то же время пеплумы «Спартак», «Бен-Гур», «Падение Римской империи» — представляют собой больше художественный вымысел, лишь частично базирующийся на истории. В целом картина в общем изложении сюжета оказалась достаточно корректной, соответствующей современным представлениям о древней истории. Обозреватель Guardian оценил историческую достоверность на твёрдую четвёрку, что можно считать очень хорошей оценкой для игрового кино. В картине имеются некоторые вольности и, своего рода, реконструкции истории, неизбежно возникшие в сценарии. Неизвестно, был ли оказан египетской царице в столице такой роскошный приём и принимала ли она гостей на вилле у Цезаря. В фильме Де Милля 1934 года приезд Клеопатры в Рим был обставлен гораздо менее пышно и царский паланкин, при въезде в город, следовал за колесницей Цезаря. По мнению историков Майкла Гранта и Эриха Груена, её приезд в Рим был будничным явлением, хотя длительное пребывание на вилле Цезаря вполне достоверно. Неизвестны детали пребывания Марка Антония на борту корабля Клеопатры в Тарсусе, но античные историки упоминают об оргиях, которым предавался там римлянин. Пурпурные паруса корабля, роскошное убранство и музыканты на борту упомянуты у Плутарха. Поспешное бегство Клеопатры с акватории сражения при Акциуме может показаться несколько странным для зрителя, но смысл происшедшего соответствует хроникам событий. Эпилептические припадки Цезаря также почерпнуты из свидетельств Светония.
События, касающиеся пребывания Цезаря в Александрии, несколько разнятся с представлениями современных историков. В картине показано, что Цезарь с небольшим гарнизоном умело отразил нападение взбунтовавшихся горожан. По мнению Александра Кравчука, гарнизон Цезаря был слишком малочислен, чтобы отразить атаку при осаде Александрии (47 год до н. э.). Цезарь в решающий момент сам вышел к мятежникам, и они отступили назад, не решившись напасть на знатного римлянина.
Отдельные реплики героев фильма прямо заимствованы из античных источников. Например, известные последние слова героев в финале картины

| - Soldier: Was this well done of your lady? - Servant: Very well done as befitted the descendant of so many kings | - Не подобает царицам так уходить из жизни - Она ушла как подобает самой прекрасной из рода божественных правителей и самой достойной из женщин. |

В картине нашли отражения события, которые относятся к легендам, хотя легендами они стали ещё в античное время. В частности, история с прибытием Клеопатры к Цезарю в ковре. Эта легенда именно так и передаётся Плутархом, только у него упоминается не ковёр, а «мешок для постели». Создатели картины не стали увлекаться некоторыми легендами — о регулярном убийстве её любовников. Впрочем, сексуальная распущенность Клеопатры была обыграна сценой с её частичным обнажением перед Цезарем, в пределах экранного морального кодекса начала 1960-х.

### Музыка
Работа над музыкой к «Клеопатре» у Алекса Норта заняла примерно год. Сообразно значительной длительности картины он сочинил материал общей протяжённостью около трёх с половиной часов. Норт вдохновлялся теми же мотивами, что и в предыдущих работах: «Спартаке» и «Трамвае „Желание“». Саундтрек представляет собой противоречивое сочетание архаичных и новаторских мотивов, где особое внимание было уделено ритмической составляющей сопровождения. Время и место действия подчеркивается выбором модальной структуры, а именно фригийского лада. Композитор смело экспериментирует с необычными сочетаниями инструментов, используя в одной теме систр, кроталы, гамелан, колокольчики и гонг. В богато оркестрованной теме, сопровождающей прибытие Клеопатры в Рим, можно услышать уникальное сочетание инструментов — звучат все семь представителей семейства саксофонов: сопранино, сопрано, альт, тенор, баритон, бас и контрабас (трек Egyptian bolero).
Каждый из трёх главных героев, согласно моде 1960-х, имеет свою партию, свой узнаваемый звуковой портрет. Так, тема Клеопатры звучит в увертюре к картине. Обращение к цимбалам и звучащим в высоком регистре флейтам придаёт помпезный и бравурный оттенок, хотя тема Клеопатры звучит в миноре. Эта же тема сопровождает трагический финал картины. Популярные диссонантные мотивы звучат в сложно аранжированной сцене оргии Марка Антония на королевском корабле. В ней хорошо различима музыка, специально написанная для античных музыкантов, играющих во время пира. Композитор создал для них музыку, звучащую в простых трезвучиях, не используя более сложную гармонию, характерную для современной музыки. В то же время тема Антония написана в соответствии с модой XX века — звучащих в диссонанс кластерных аккордах. В данной сцене также можно наблюдать точное следование Плутарху, так как у него есть комментарий, что на корабле звучали флейты, Фифы и арфы, — именно такие инструменты использовал Норт.
Критики по достоинству оценили работу композитора как весьма профессиональную, хотя романтическое начало оказалось скорее декоративным, чем истинно драматическим. Саундтрек картины стал предметом торга ещё до выхода картины на экраны, издание Billboard оценивало права на него в рекордную сумму $500 тыс.. Музыка к фильму на LP была выпущена под лейблом EMI в августе 1963 года. Отдельные темы выпускались как синглы. Первое цифровое издание после восстановления и ремастеринга увидело в 2001 году. Оно содержит более полный вариант саундтрека длительностью два с половиной часа на двух компакт-дисках.

## Оценка

### Критика
Обсуждение достоинств и недостатков фильма началось задолго до его выхода на экраны. Life опубликовал сдержанно-положительную рецензию в апреле 1963 года. Чарльз Чаплин, оценивая картину, отметил, что после всех скандалов, окружавших производство, он ожидал много худшего, хотя картина оказалась неожиданно неплохой. Итоговая оценка оказалась смешанной. Главным недостатком большинство критиков назвало несогласованность между двумя частями ленты и дисбаланс стилей. Совместить исторический фильм и мелодраму, даже после всех усилий Занука, не получилось. Также нельзя не заметить скомканность и невнятность отдельных сюжетных линий. После всех попыток режиссёра снять исторически достоверную ленту некоторые сюжетные повороты не вполне понятны зрителю. Например, полностью за кадром остался Гней Помпей, который по логике играл важную роль в событиях. В сюжете логически сложно обосновать убийство Юлия Цезаря, также не вполне понятны причины смерти помощника Антония — Руфиона. Рецензент Saturday Review отметил, что создатели умудрились провалить обе ключевые сцены в картине: прибытие Клеопатры в Рим и встречу Марка Антония на королевском корабле. Джудит Крист подвергла картину разгромной критике, закончив свою статью в New York Herald Tribune словами: «гора родила мышь». Особенно досталось от Крист диалогам героев, названным напыщенными и бездарными. Сергей Юткевич очень сдержанно отозвался о достоинствах картины. Будучи в целом невысокого мнения о Манкевиче как режиссёре, он назвал Клеопатру излишне помпезной работой, ещё раз показавшей ограниченность его дарования. Гленн Эриксон (ресурс DVD Savant) назвал самым большим недостатком отсутствие целостности в визуальном ряду картины. Бросается в глаза то, что режиссёру картины не совсем по душе масштабные съёмки, — его больше тянет к камерным постановкам сцен. Частые переходы от близкого плана к дальнему можно списать на стиль своего времени, однако чрезмерная освещённость сцен мешает зрителю сполна насладиться игрой цветов и полутонов.
Среди достоинств специалисты выделили прежде всего визуальную составляющую. Картина получила высокую оценку авторитетнейшего специалиста того времени — обозревателя New York Times Босли Кроутера. Прилежная работа сценаристов над античными источниками неожиданно сочетается с очень современным звучанием, близким зрителю XX века. Критик порекомендовал зрителю забыть о трудностях, в которых рождалась лента, и сполна получить удовольствие от прекрасного зрелища и тонкого сценария. Назвав картину «впечатляющим достижением» Манкевича, критик отметил ощущение настоящего эмоционального контакта с персонажами картины. Он писал: «Самым замечательным в отношении этой картины является то, что это непревзойдённое зрелище, один из великих эпических фильмов нашего времени… Это история огромных размеров, человеческая драма в грандиозном и величественном масштабе, которая воспламеняла воображение поэтов и драматургов от Шекспира до Шоу… Манкевич в качестве сценариста и режиссёра сыграл в её создании наиболее значительную роль. Так как именно он задумал и создал во всей их выразительности и глубине персонажи, которые выступают как думающие, живые люди на фоне великолепного зрелища, что даёт картине жизненную энергию и является ключом к её успеху… Благодаря блестящей постановке Манкевич поддерживает динамику этой хорошо известной истории, вводя визуально захватывающие моменты, которые повышают драматизм происходящего и дают необыкновенное проникновение в суть персонажей… Найдутся и те, кто посчитает картину из-за её длины слишком утомительной, акцент на римской политике немного сложным и скучным, а роскошь чрезмерной. Но я не вижу, как можно не понять, что это в целом блестящий, волнующий и доставляющий удовольствие фильм». Дерек Элли остался высокого мнения о визуальной составляющей ленты, назвав её пиршеством для ценителей и образцом работы художника-постановщика.

### Актёрская игра

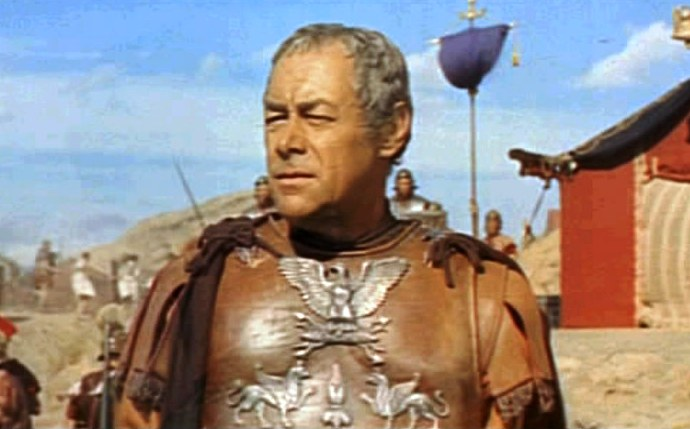
Рекс Харрисон

Очень противоречиво критики встретили игру Элизабет Тейлор. Роли, сыгранные в начале 1960-х в «Баттерфилд, 8» и «Клеопатре», стали для Элизабет Тейлор новым этапом в её карьере. Если раньше она представала перед публикой как секс-символ, подражая Мэрилин Монро, то на пороге 30-летия актриса искала себя в более сложных образах. Критик Филипп Хартунг, отдав должное внешним данным Элизабет Тейлор, невысоко отозвался о её исполнительском мастерстве. Образ Клеопатры в картине оказался весьма сложен и многомерен, Тейлор далеко не во всех сценах смогла успешно с ним справиться. Проблемой для Тейлор стало и то, что она оказалась противопоставлена Харрисону и Бёртону, — актёрам с хорошей театральной школой, чего нельзя сказать о Элизабет. Из-за особенностей кинопроизводства оказалось, что сцены с Цезарем, происходящие за 15 лет до романа с Марком Антонием, были сняты ближе к концу графика. В этих поздних сценах, запечатлённых после болезни актрисы, заметно, как Элизабет Тейлор прибавила в весе и выглядит уставшей. Она слабо соответствует образу юной красавицы, пленившей сердце римлянина. Обозреватель ресурса DVDVerdict Барри Максвелл положительно оценил игру Тейлор, отдельно отметив вклад костюмера и гримёра в создании её экранного образа. Впрочем, Александр Генис назвал красоту Тейлор «нечеловеческой», сочтя её вклад в успех картины ключевым.

Он должен был стать самым экстравагантным фильмом из всех. Мне пришлось его посмотреть в Лондоне, хотя я знала, что после всего происшедшего от него будет тошнить. Они вырезали сердце, сущность, мотивацию, ядро и свели всё к батальным сценам. Фильм должен был показать трёх великих людей, но в нём нет ни страсти, ни реальности. Я нашла его вульгарным.
Оригинальный текст (англ.) It must be the most eccentric film ever made. I was finally forced to see it in London, knowing full well, after what I'd heard, that I'd be sick to my stomach. They had cut out the heart, the essence, the motivations, the very core, and tacked on all those battle scenes. It should have been about three large people, but it lacked reality and passion. I found it vulgar.
— Элизабет Тейлор
Из всех актёров, занятых в картине, практически единодушно высокую оценку получила работа Рекса Харрисона. Борис Агапов отметил, что он единственный попытался создать одухотворённый человеческий образ на экране. Гленн Эриксон заметил, что только благодаря Харрисону первая часть картины искренне трогает зрителя, так как его Цезарь гораздо интереснее зрителю, чем Марк Антоний.
Непростая задача досталась Ричарду Бёртону. Ему пришлось воплощать образ крайне сложного персонажа Марка Антония. В начале картины это персонаж второго плана, но затем неожиданно он становится главным героем фильма. Образ Марка Антония не связан логически с Юлием Цезарем, хотя исторически консул был его ближайшим помощником. Из-за проблем с монтажом картины недостаточная выпуклость образа Марка Антония в первой части не является в полной мере виной актёра. Впрочем, Чарлтон Хестон обвинил в провале картины именно персонаж Марка Антония. Сюжетный ход, связанный с надломом и подчинением воле Клеопатры, погубил всю картину и к тому же слабо соответствовал историческим источникам. Джудит Крист назвала реплики Марка Антония самыми бездарными. Тех, кто ожидал увидеть в картине какие-то параллели с реальной жизнью пары Тейлор-Бёртон, ждёт разочарование.
Высокую оценку получили актёры второго плана. Особое внимание обратили на себя Родди Макдауэлл и Хьюм Кронин. Образ Октавиана, имевший очень высокий сценарный потенциал, впрочем, несколько пострадал от непоследовательного монтажа. Персонаж мог оказаться гораздо более ярким, чем то, что получилось в итоге. Макдауэл утверждал, что ключевые сцены с его участием также оказались вырезанными в финальной версии картины.

### Значение

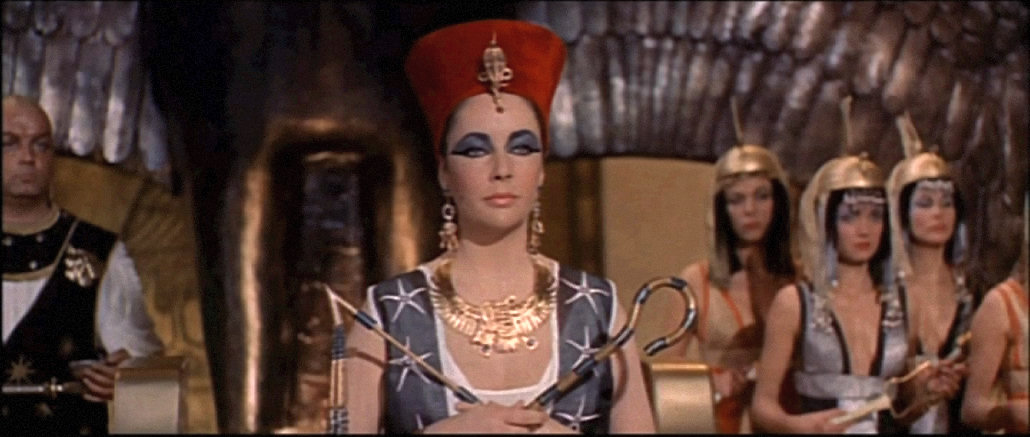
Макияж «Глаза Клеопатры». Внешность и фасон античной одежды героев картины оказал значительное влияние на мировую моду.

Картина оказала значительное влияние на мир моды и индустрию женской красоты. Наброски облика Клеопатры были подготовлены стилистом Александром Де Росси, который не смог принять участия в работе над картиной. Элизабет Тейлор утверждала, что, пользуясь скетчами Де Росси, грим перед съёмками наносила сама. После выхода «Клеопатры» на экраны популярным стал «египетский» стиль макияжа, ставший также и своего рода торговой маркой Элизабет Тейлор. Платья из картины возродили интерес к античному стилю. По мнению американского издания Redbook, платья Клеопатры входят в число икон модной культуры всех времён. Модельер Тим Ганн использовал в своей библии моды понятие «платье Клеопатры» с длинным силуэтом, подчеркнутой талией и грудью, используя в качестве примера костюмы из картины 1963 года. В январе 1962 года американский модельер Сил Чэпмен представила осеннюю коллекцию «Дочери Нила», попавшую на модный подиум задолго до выхода картины на экраны. В 1963 году косметическая компания Revlon выпустила новую линию по мотивам облика Клеопатры. Модельер Александр Маккуин и стилист Шарлотта Тилбери в 2012 году совместно создали модную коллекцию «Клеопатра». Дизайн куклы Барби, выпущенной компанией Mattel в 1963 году, был создан под влиянием образа Клеопатры. В 1998 была представлена коллекционная модель Барби в золотом наряде, повторяющем платье Клеопатры в знаменитой сцене приезда в Рим. Затем эта модель была запущена в серию.
Во время производства картины и значительно позже картина стала источником влияния и предметом подражания. Сюжет «Клеопатры» был спародирован в 1964 году в фильме «Вперёд, Клеопатра!». Кстати, на съёмках этой малобюджетной комедии были утилизированы неиспользованные декорации и реквизит картины 1963 года, оставшийся на студии Pinewood. Комикс «Астерикс и Клеопатра», вышедший в 1965 году, был создан под влиянием фильма 1963 года и звёздного романа Тейлор и Бёртона. Мотивы пеплума использовались и мультипликационной и игровой экранизации комикса.
Клеопатра стала нарицательным понятием, обозначающим крупный провал в шоу-бизнесе. Несмотря на это, исследователь Ким Холстон иронически охарактеризовал картину как очень своеобразный провал, исправно собиравший полные залы. В ходе работы над фильмом было допущено немало ошибок и принято много спорных решений. Производство было слабо управляемым, оно страдало от коррупции и плохой логистики. Важнейшие кадровые вопросы решались авторитарно и без обсуждения с продюсером картины. Манкевич и многие актёры были убеждены в том, что картина очень пострадала из-за неадекватного монтажа, однако современные киноведы полагают, что вряд ли даже самый совершенный монтаж мог сколько-нибудь серьёзно изменить восприятие фильма. Излишняя осторожность и медлительность в принятии ключевых решений в проекте также объяснялась и тем, что студия несла большие финансовые потери ещё до начала работы над Клеопатрой. Вангер объяснял причины неудач, преследовавших картину, двумя фундаментальными причинами. Первая лежала в области ошибочной политики кинокомпании и организационной нерешительности. Второй причиной стало то, что производство фильма началось до появления готового сценария, продуманного плана съёмок и их организации. Это мнение разделяет и киновед Питер Лив. Впрочем, по мнению Мэтью Бернштейна, дело было даже не в самом фильме. Сложная по производству и дорогая по стоимости картина только выявила наболевшие противоречия в системе голливудского кинопроизводства, продолжавшего в условиях новой системы исповедовать старые приёмы.

Несомненно, Клеопатра обозначит закат эры в истории того Голливуда, который мы знали ещё детьми, образ которого мы сохранили. Думаю, на примере этого фильма, можно увидеть то, как система, в конце концов, рушится под собственной тяжестью.
Оригинальный текст (англ.) For surely Cleopatra will come to mark the end of a Hollywood era - Hollywood as we knew it as kids, as the world has come to have an image of it. I think with this film it can be seen that the whole system finally breaks down under its own weight
— 
«Клеопатра» и «Падение Римской империи» знаменовали конец целой эпохи пеплумов. После этого фиаско голливудские боссы на протяжении трети века испытывали недоверие к сюжетам из древней истории и отказывались финансировать дорогостоящие костюмные постановки. Покончить с этой предубеждённостью позволил лишь триумф фильма «Гладиатор», снятого Ридли Скоттом в 2000 году.

## Премии и номинации
| Награда                     | Кому присуждена |
| 1964 Лауреат: Оскар         | 1964 Лауреат: Оскар |
| --------------------------- | --- |
| Лучший художник-постановщик | Джон Декур, Джек Мартин Смит, Хильярд Браун, Херман Блюменталь, Элвен Уэбб, Морис Пеллинг, Борис Журага, Уолтер Скотт, Пол Фокс, Рэй Мойер |
| Лучший оператор             | Леон Шамрой |
| Лучший дизайн костюмов      | Ирэн Шарафф, Витторио Нино Новарезе, Рени                                                                                                  |
| Лучшие визуальные эффекты   | Эмиль Коза-мл. |
| 1964 Номинация: Оскар       | |
| Лучший фильм                | Уолтер Вангер |
| Лучшая мужская роль         | Рекс Харрисон |
| Лучшая музыка               | Алекс Норт |
| Лучший монтаж               | Дороти Спенсер |
| Лучший звук                 | Джеймс Коркоран, Фред Хайнс |

| Награда                                                    | Кому присуждена                         |
| 1964 Номинация: премия «Золотой глобус»                    | 1964 Номинация: премия «Золотой глобус» |
| ---------------------------------------------------------- | --------------------------------------- |
| Лучшая режиссура                                           | Джозеф Манкевич                         |
| Лучший фильм                                               |                                         |
| Лучший актёр — драма                                       | Рекс Харрисон                           |
| Лучший актёр второго плана                                 | Родди Макдауэлл                         |
| 1963 Лауреат: премия Национального совета кинокритиков США |                                         |
| Лучший актёр                                               | Рекс Харрисон                           |
| 1964 Лауреат: премия Laurel                                |                                         |
| премия Top Roadshow                                        |                                         |
| премия Лучшему актёру (2-е место)                          | Рекс Харрисон                           |
| 1964 Номинация: премия Грэмми                              |                                         |
| Лучшая музыка в картине или телевизионной программе        | Алекс Норт                              |
| 1964 Номинация: премия Американской ассоциации монтажёров  |                                         |
| Лучший монтаж в игровом фильме                             | Дороти Спенсер                          |

Данные приведены по информации базы imdb.

## Версии

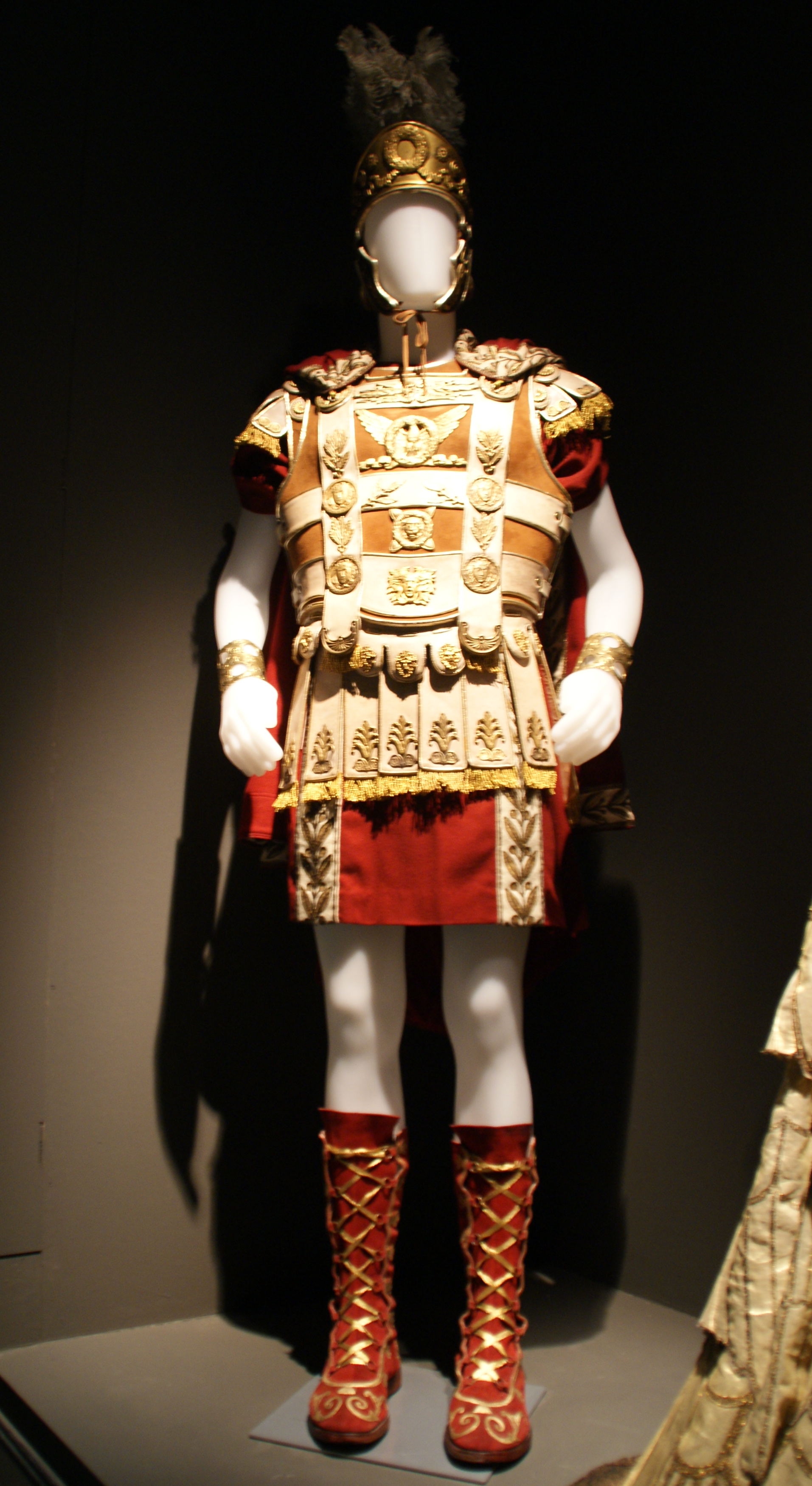
Костюм со съёмок фильма. Музей студии Чинечитта

Известны как минимум три версии картины продолжительностью от 2 часов 45 минут до 4 часов. Это объясняется многократными редакторскими правками при монтаже фильма. Воссоздание полной версии потребовало изучения сценария и поиска всех вырезанных эпизодов, хранящихся отдельно от оригинального негатива. Двухдисковый DVD релиз картины длительностью 248 минут вышел в 2001 году и был подготовлен на основе версии, восстановленной киностудией в 1995 году. Данная редакция близка к кинотеатральному варианту премьеры картины в Нью-Йорке в 1963 году. Лента представлена в анаморфотной широкоэкранной проекции, с соотношением сторон 2,35:1. Ресурс DVD Verdict оценивал качество трансфера с плёнки как образцовое. Цифровая версия содержит небольшую ошибку в издании — в первой части отсутствует финальная музыка в интерлюдии, которая разделяет две части картины.
Полное издание содержит третий диск с дополнительными материалами, основой которых стал двухчасовой документальный фильм «Cleopatra: The Film That Changed Hollywood» («Клеопатра: фильм, изменивший Голливуд»). Текст от автора читает Роберт Калп. Диск содержит интервью с Мартином Ландау, а также с детьми режиссёра фильма: Крисом и Томом Манкевичем. Дополнительные материалы объясняют некоторые неясные зрителю моменты, возникшие из-за не совсем аккуратного финального монтажа. В частности, объясняется сцена со смертью Руфиона — из комментариев становится ясно, что это было именно самоубийство.
В 2013 году было осуществлена новая реставрация ленты, приуроченная к её 50-й годовщине. Восстановление производилось с 65-миллиметрового негатива, сохранившегося в архивах. Обновлённая версия была презентована 21 мая в ретроспективной программе Каннского кинофестиваля. Мероприятие посетили дети Ричарда Бёртона; была проведена небольшая выставка драгоценностей Элизабет Тейлор, в том числе тех, что были на ней во время съёмок. На основе восстановленной версии 28 мая 2013 года свет увидел Blu-Ray релиз фильма. Двухдисковое Blu-Ray издание имеет длительность 251 минуту, разница в длительности обусловлена в основном за счёт изменения редакции интермеццо.
По версии сына Манкевича, полная версия фильма утрачена, так как студия Fox уничтожила негативы, не вошедшие в окончательный монтаж, с целью снижения цен на хранение архивных материалов. Представитель 20th Century Fox Шон Бестон, руководивший реставрацией, сообщил, что все усилия по поискам 6-часовой версии картины были тщетны. Таким образом, даже последнее издание не содержит каких-либо неизвестных вырезанных сцен, которые могли бы дополнить картину. Однако Blu-Ray издание содержит найденные в архивах редкие документальные материалы о съёмках картины и футаж с нью-йоркской премьеры 1963 года. Также сохранились отдельные сцены из первой версии, которую снимал Мамулян, включая ту, которой он собирался открывать картину, — прогулка Клеопатры по ночной Александрии. Дополнительные материалы объединены в фильмы «The Cleopatra Papers» («Бумаги Клеопатры») и «The Fourth Star of Cleopatra» («Четвёртая звезда Клеопатры»).

## Комментарии
1. ↑  Фильм дублирован на студии «Мосфильм» в 1979 году. Роли дублировали: Л.Данилина (Клеопатра), А.Кузнецов (Марк Антоний), В.Дружников (Цезарь), В.Чаева, А.Золотницкий, В.Спиридонов (Руфио), Ф.Яворский, А.Белявский, М.Глузский, Е.Жариков, О.Голубицкий, Ю.Леонидов, А. Карапетян.
2. ↑  Тейлор, как правообладатель патентов своего покойного мужа, имела роялти с использования технологии Todd-AO.
3. ↑  Что отчасти было верно, после болезни Элизабет была не в форме и некоторые костюмы пришлось подгонять.

### Иностранная
- Carl J. Mora. The Image of Ancient Rome in the Cinema (англ.) // Film-Historia. — 1997. — Vol. VII, no. 2. — P. 221.
- At Last, Cleopatra! (англ.) // Life. — 1963. — Vol. 54, no. 16 (19th Apr). — P. 22. — ISSN 0024-3019.
- Bids going sky-high for track on Cleo (англ.) // Billboard. — 1960. — No. 23 Mar. — P. 54.
- Oscars for Shamroy and Howe (англ.) // American Cinematographer. — 1963. — No. 44. — P. 56.

- Cheryl Bray Lower, R. Barton Palmer. Joseph L. Mankiewicz: Critical Essays and Guide to Resources. — ил. — McFarland, 2001. — С. 8. — 288 с. — ISBN 9780786409877.
- Howard J.R. Cinemascope 3: Hollywood Takes the Plunge. — Lulu.com, 2006. — С. 10. — 368 с. — ISBN 9781411671881.
- Wanger W., Hyams J. My life with Cleopatra. — Bantam Books, 1963. — С. 13. — 182 с. — ISBN 9780345804068.
- Geist K.L. Pictures will talk: the life and films of Joseph L. Mankiewicz. — Scribner, 1978. — С. 14. — 443 с. — ISBN 9780684155005.
- Hall S. Epics, Spectacles, and Blockbusters: A Hollywood History. — Wayne State University Press, 2010. — С. 15. — 376 с. — ISBN 9780814336977.
- Holston K.R. Movie Roadshows: A History and Filmography of Reserved-Seat Limited Showings, 1911-1973. — ил. — McFarland, 2012. — С. 16. — 382 с. — ISBN 9780786460625.
- Lev P. Twentieth Century-Fox: The Zanuck-Skouras Years, 1935–1965. — ил. — University of Texas Press, 2013. — С. 17. — 326 с. — ISBN 9780292744479.
- Kleiner D.E. Cleopatra and Rome. — Harvard University Press, 2009. — С. 20. — 352 с. — ISBN 9780674039667.
- Santas C. The Epic Films of David Lean. — Scarecrow Press, 2011. — С. 21. — 240 с. — ISBN 9780810882119.
- Winkler M.M. Cinema and Classical Texts: Apollo's New Light. — ил. — Cambridge University Press, 2009. — С. 25. — 347 с. — ISBN 9780521518604.
- Hozic A.A. Hollyworld: Space, Power, and Fantasy in the American Economy. — ил. — Cornell University Press, 2001. — С. 26. — 233 с. — ISBN 9780801439261.
- Luhrssen D. Mamoulian: Life on Stage and Screen. — University Press of Kentucky, 2012. — С. 27. — 208 с. — ISBN 9780813136868.
- Mankiewicz T., Crane R. My Life as a Mankiewicz: An Insider's Journey through Hollywood. — ил. — University Press of Kentucky, 2012. — С. 28. — 400 с. — ISBN 9780813140575.
- Silvester C. The Grove Book of Hollywood. — Grove Press, 2007. — С. 29. — 720 с. — ISBN 9780802195494.
- Elley D. The Epic Film: Myth and History. — Routledge & Kegan Paul, 1984. — С. 30. — 223 с. — ISBN 9780710096562.
- Ford E.A., Mitchell D.C. Royal Portraits in Hollywood: Filming the Lives of Queens. — University Press of Kentucky, 2010. — С. 39. — 338 с. — ISBN 9780813139036.
- Constantine Santas. The Epic in Film: From Myth to Blockbuster. — Rowman & Littlefield, 2008. — С. 40. — 235 с. — ISBN 9780742555297.
- Conway J. Make-up Artistry. — ил. — Heinemann, 2004. — С. 41. — 396 с. — ISBN 9780435453305.
- Hatchuel S. Shakespeare and the Cleopatra. — Fairleigh Dickinson, 2011. — С. 42. — 226 с. — ISBN 9781611474480.
- Cyrino M.S. Big Screen Rome. — John Wiley & Sons, 2009. — С. 46. — 288 с. — ISBN 9781405150323.
- Cartledge P., Greenland F. R. Responses to Oliver Stone’s Alexander: Film, History, and Cultural Studies. — Univ of Wisconsin Press, 2010. — С. 47. — 370 с. — ISBN 9780299232832.
- Miles M. Cleopatra: A Sphinx Revisited. — University of California Press, 2011. — С. 51. — 250 с. — ISBN 9780520950269.
- Gunn T. Tim Gunn's Fashion Bible. — Simon and Schuster, 2013. — С. 49. — ISBN 1451643861.
- Davison A. Alex North's A Streetcar Named Desire: A Film Score Guide. — Scarecrow Press, 2009. — Т. 8. — С. 52. — 250 с. — ISBN 9781461739883.
- Callahan V. Reclaiming the Archive: Feminism and Film History. — ил. — Wayne State University Press, 2010. — С. 53. — 460 с. — ISBN 9780814333006.
- Henderson S.S. Alex North, Film Composer: A Biography, with Musical Analyses of a Streetcar Named Desire, Spartacus, the Misfits. — ил. — McFarland, 2009. — С. 55. — 264 с. — ISBN 9780786443338.
- Munn M. Richard Burton: Prince of Players. — Skyhorse Pub., 2008. — С. 59. — 260 с. — ISBN 9781602393554.
- Sharon Korbeck. Best of Barbie: Four Decades of America's Favorite Doll. — Krause Publications, 2011. — С. 1. — 256 с. — ISBN 9781440227424. Архивировано 8 августа 2016 года.
- Jerry Oppenheimer. Toy Monster: The Big, Bad World of Mattel. — John Wiley & Sons, 2009. — С. 1. — 256 с. — ISBN 9780470480243.
- Ellis Cashmore. Elizabeth Taylor: A Private Life for Public Consumption. — Bloomsbury Publishing USA, 2016. — С. 1. — 368 с. — ISBN 9781628920673.
- Joanna Paul. Film and the Classical Epic Tradition. — OUP Oxford, 2013. — С. 1. — 334 с. — ISBN 9780199542925.
- James Robert Parish. Hollywood divas: the good, the bad, and the fabulous. — Contemporary Books, 2002. — С. 1. — 288 с. — ISBN 9780071408196.
- Constantine Santas, James M. Wilson, Maria Colavito, Djoymi Baker. The Encyclopedia of Epic Films. — Scarecrow Press, 2014. — С. 1. — 712 с. — ISBN 9780810882485.
- Caroline Latham, Jeannie Sakol. All about Elizabeth: Elizabeth Taylor, public and privateAn Onyx book. — Penguin, 1991. — С. 7. — 342 с. — ISBN 9780451402820.

### на русском языке
- Поспелова Ю. Басни египетские // Коммерсантъ Власть. — 2001. — № 9 (411). — С. 9. — ISSN 2071-5358.
- Юткевич С.И. Шекспир и кино. — Наука, 1973. — С. 11.
- Агапов Б.Н. В гостях у парижан // Искусство кино. — 1964. — № 5. — С. 56.
- Н.Ф. Дератани, Н.А. Тимофеева. [www.lib.ru/POEEAST/PLUTARH/plutarh3_1.txt Хрестоматия по античной литературе. Греческая литература.]. — Просвещение, 1965. — Т. 1. — С. 43. — 226 с.
- Кравчук А. (пер. с польского Д. С. Гальпериной). Закат Птолемеев.. — М. Наука, 1973. — С. 44. — 217 с.
- Плутарх. Сравнительные жизнеописания в трех томах. — М., 1963. — Т. II. — С. 45. — 520 с.